# Festival de la Canción de Eurovisión 2013
El LVIII Festival de la Canción de Eurovisión se celebró los días 14, 16 y 18 de mayo de 2013 en Malmö, Suecia después de que este país ganase el festival del año anterior con la canción «Euphoria», interpretada por Loreen. El evento se celebró en concreto en el Malmö Arena, esta fue la quinta vez que el festival se realizó en Suecia después de ser sede en 1975, 1985, 1992 y 2000. Por primera vez desde 1995, el festival fue conducido por una única presentadora principal, Petra Mede. Mede contó con el apoyo del cantante Eric Saade como entrevistador en las conexiones con la denominada «Green room».
39 países participaron en el evento como representantes de las cadenas televisivas nacionales pertenecientes a la Unión Europea de Radiodifusión. Bosnia y Herzegovina, Eslovaquia, Portugal y Turquía anunciaron su retirada de esta edición. Por otra parte, Armenia regresó al concurso tras un paréntesis en 2012. El eslogan de esta edición fue “We are one” ('Somos uno') y estuvo acompañado por una mariposa multicolor, que sirvió de logotipo y grafismo identificativo.
Según las apuestas, la favorita en esta edición era Dinamarca, seguida con un margen amplio por Noruega, Países Bajos, la anfitriona Suecia y Alemania. Suecia y Alemania no lográron defender su calidad de favorita y quedaron en la segunda mitad de la tabla (lugar 14) y (lugar 21).
La ganadora del concurso fue Emmelie de Forest, quien representó a Dinamarca con el tema «Only teardrops». La canción danesa (que había ya ganado la primera semifinal) obtuvo 281 puntos, superando a la ganadora de la segunda semifinal, la canción azerí interpretada por Farid Mammadov y que obtuvo 234 puntos. En el tercer lugar quedó Zlata Ognevich, la representante de Ucrania, con 214 puntos.
Países Bajos pasó por primera vez a la Gran Final luego de 9 años desde 2004, rompiendo el récord de años sin participar en una final, y además obtuvo su mejor resultado desde 1999 (9º lugar). También, fue la primera edición que no contó con un representante de la ex-Yugoslavia en la final desde su disgregación, al ser todos eliminados en las semifinales, excepto Bosnia y Herzegovina que se había retirado en esta edición; también fue la primera final desde la edición de 2009 en que todos los países nórdicos (Suecia, Noruega, Dinamarca, Finlandia e Islandia) se clasificaron, Suecia que contaba con clasificación directa por ser el país anfitrión y el resto por clasificarse en las semifinales.

## Organización

### Sede del festival

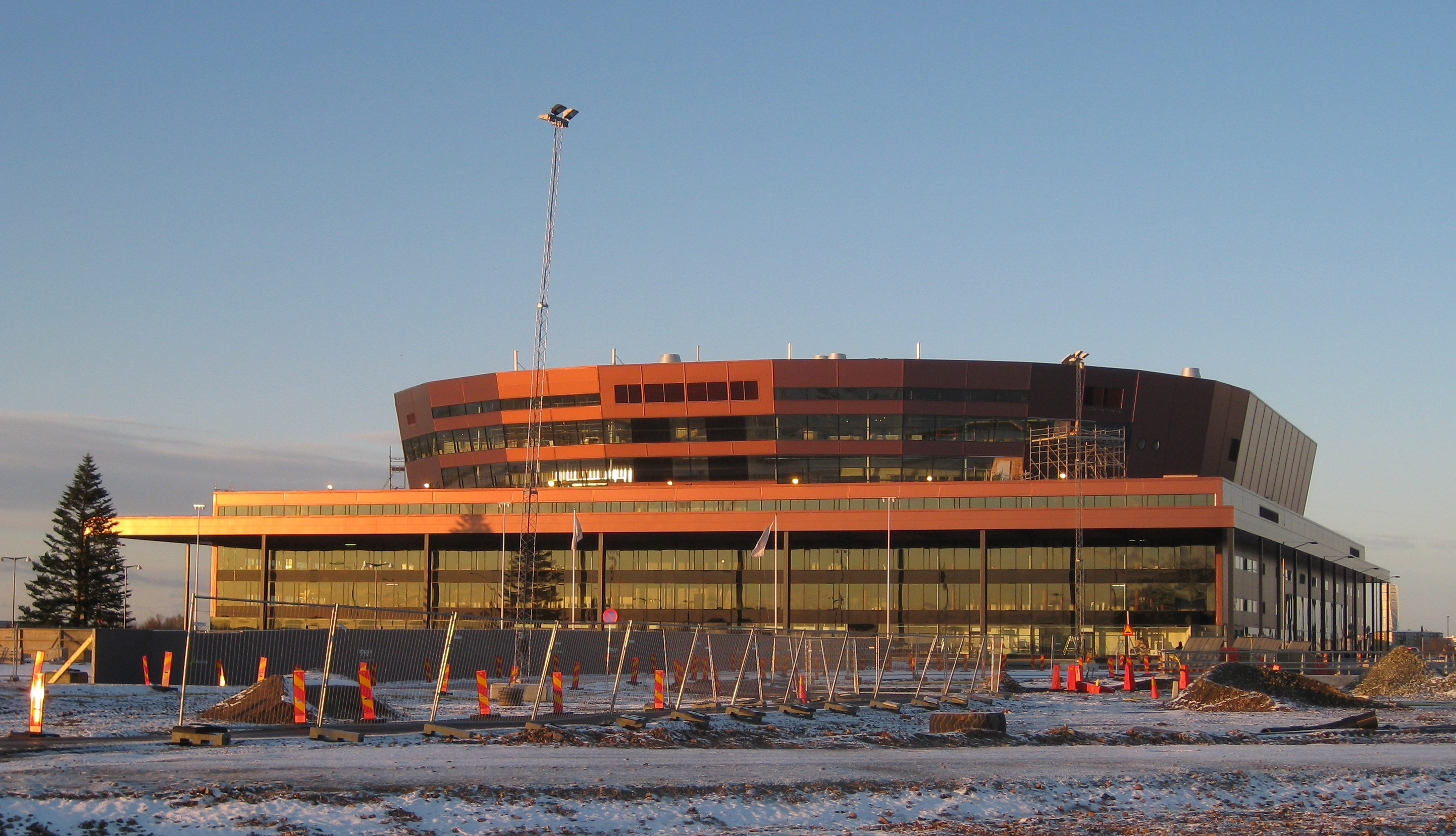
Malmö Arena, sede del festival.

En la noche del festival de 2012, tras la victoria, la dirigente de la televisión sueca SVT Eva Hamilton declaró a la prensa sueca que Estocolmo, Gotemburgo y Malmö serían las tres ciudades candidatas para ser sede de la edición de 2013. Las tres ciudades han acogido el Festival de Eurovisión anteriormente: Estocolmo en 1975 y 2000, Gotemburgo en 1985, y Malmö en 1992.
Si bien Estocolmo podía haber sido considerada la opción natural por ser la capital y principal ciudad del país, el hecho de que en mayo de 2013 acogiera también el Campeonato Mundial de Hockey sobre Hielo 2013 podía favorecer la elección de otra ciudad, según confirmó la SVT. Una de las instalaciones de dicho campeonato fue el Globen Arena, la última sede en albergar el festival en Suecia en la edición de 2000. El recinto propuesto como sede en el área metropolitana de Estocolmo fue el Friends Arena, ubicado en Solna e inaugurado en octubre de 2012. El nuevo estadio fue anunciado anteriormente como nueva sede en 2013 de la final del Melodifestivalen, la preselección sueca para Eurovisión. El estadio tiene una capacidad máxima de hasta 67.500 espectadores, sensiblemente superior a las opciones barajadas en las otras ciudades candidatas. Sin embargo, el Friends Arena también presentaba problemas de disponibilidad ya que es el estadio del equipo de fútbol AIK Estocolmo.

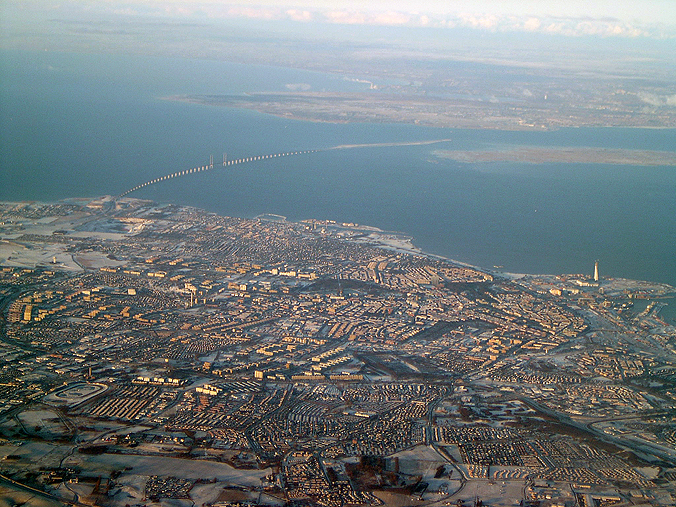
Vista aérea de la ciudad de Malmö, sede del festival, y la Región del Öresund.

Para hacer frente a la candidatura de Estocolmo, la ciudad de Malmö reservó apenas terminado el festival de 2012 el Malmö Arena, con capacidad potencial para 15.500 espectadores. De la misma manera, la ciudad de Gotemburgo reservó el Scandinavium, sede de la edición de 1985 con capacidad para 14.000 espectadores, así como el recinto ferial Svenska Mässan y 3.000 habitaciones de hotel. De todas formas, la organización no podía acceder al Scandinavium con suficiente antelación por la celebración de un evento ecuestre a finales de abril, por lo que la SVT informó el 20 de junio de 2012 que Gotemburgo había retirado su propuesta cayéndose así de la carrera para celebrar Eurovisión 2013.
Finalmente, el 8 de julio de 2012 la ciudad de Malmö fue elegida como sede para albergar la edición de Eurovisión 2013, que se celebró en el Malmö Arena. Las razones esgrimidas por la SVT para la elección fueron las buenas infraestructuras con las que cuenta la ciudad y el deseo de celebrar el festival en un arena de tamaño inferior que los de ediciones previas para evitar sobredimensionar el evento.

### Identidad visual

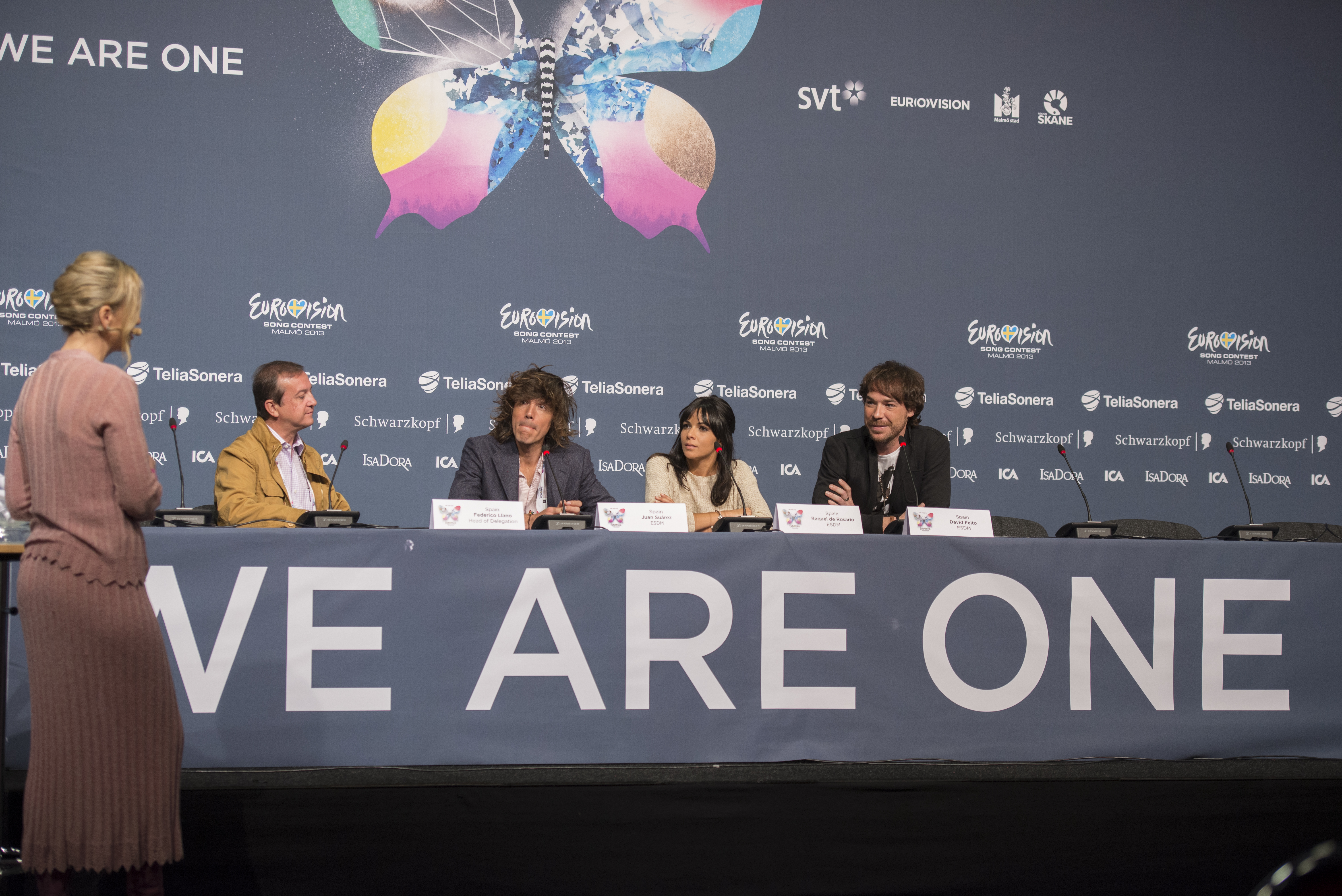
Conferencia de prensa de la delegación española y en el fondo el logo de Eurovisión 2013 en forma de mariposa.

Tal como se había realizado en años anteriores, desde la adopción del isotipo genérico de Eurovisión en 2004, la organización de esta edición utilizó una identidad visual propia para el desarrollo del Festival, la cual fue presentada el 17 de enero de 2013.
El emblema principal de esta edición fue una mariposa compuesta de distintos colores y texturas, que según los organizadores pretendía simbolizar la diversidad cultural de los países participantes y hacer alusión al llamado efecto mariposa. Junto al logo, se utilizó el eslogan «We are one» («Somos uno» en español). La labor de desarrollar la imagen e identidad visual del festival se le atribuyó a la agencia sueca Happy F&B, a quien se le encomendó la misión de crear una apariencia innovadora en la historia del certamen, la cual sería utilizada en sitios web, decoraciones urbanas, impresiones publicitarias y grafismos televisivos.

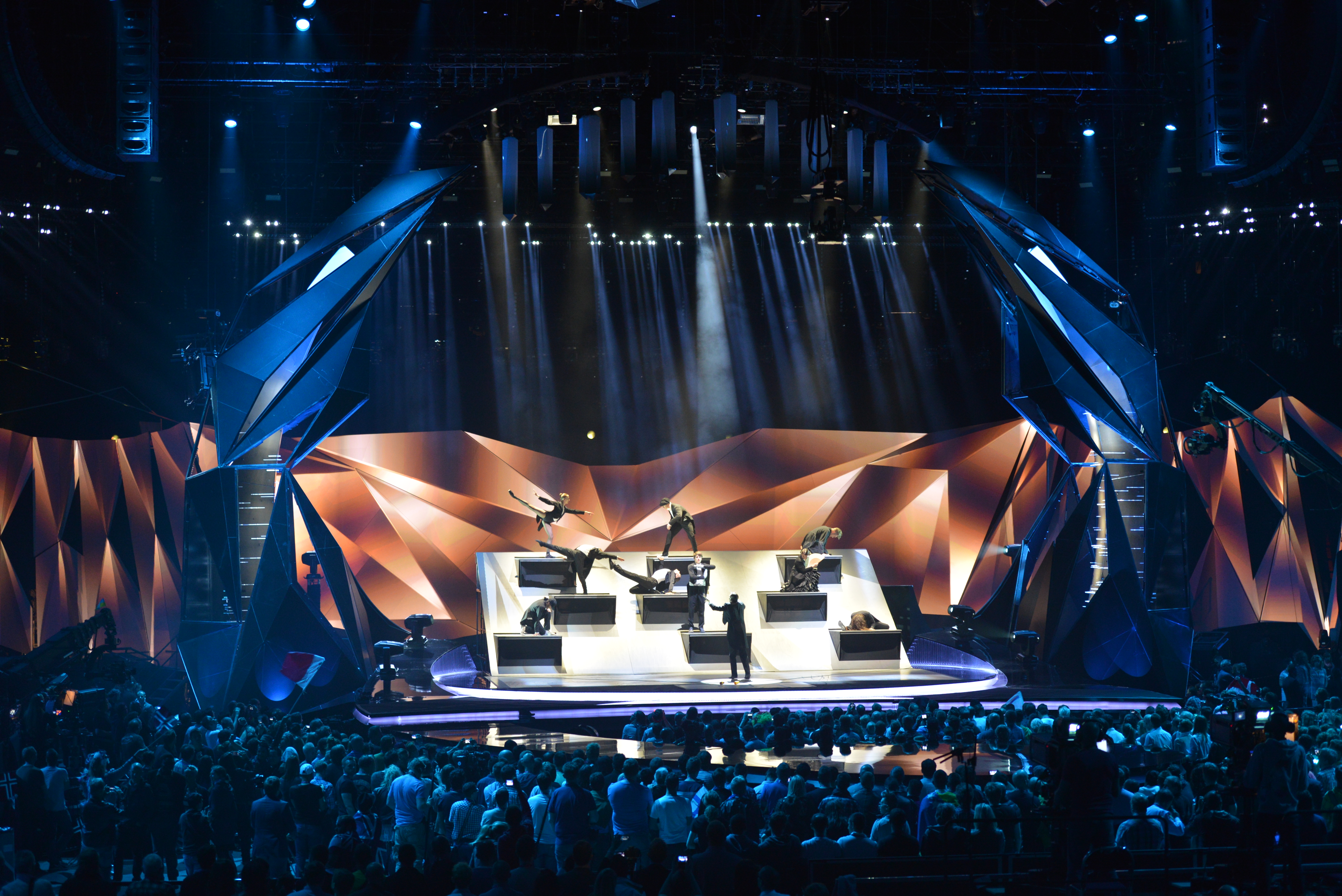
Escenario del Malmö Arena durante la apertura de la segunda semifinal.

El diseño del escenario, cuyos autores fueron Viktor Brattström y Frida Arvidsson, estaba inspirado según sus palabras en distintos aspectos de las mariposas, la arquitectura moderna y la alta costura. El escenario, de planta circular y rematado por una estructura en forma de arco, estaba continuado por una pasarela que lo conectaba con un escenario circular más pequeño. El escenario y la pasarela ocupaban gran parte de la superficie del arena y estaban rodeados por público en pie, para aumentar"la interacción entre espectadores y público", según palabras del productor ejecutivo del festival Martin Österdahl. Otra diferencia con respecto a ediciones previas, es que el escenario no tenía un fondo de leds, sino que se utilizan 28 proyectores de última generación para crear distintos ambientes. Asimismo, entre otros aspectos técnicos destacaba la presencia de 210 altavoces, 40 kilómetros de cable eléctrico, 1.243 focos para iluminación y 24 kilómetros de"cable de señal"
Durante el festival, cada actuación estaba precedida por un breve vídeo de introducción (conocido como «postcard» o «postal») que mostraba a los artistas en su país de origen.

## Países participantes
La lista oficial de los países participantes se dio a conocer el 21 de diciembre de 2012, totalizando 39 países inscritos. Cabe destacar las retiradas de Eslovaquia, Portugal, Bosnia y Herzegovina y Turquía y, por otro lado, el retorno de Armenia; este último regresó al concurso tras un año de ausencia por problemas políticos con el anfitrión anterior, Azerbaiyán.
Otro país que se ausentó en 2012 del que se esperaba un posible regreso era Polonia, ya que al retirarse la TVP argumentó que lo hacía por el esfuerzo que suponía la organización de la Eurocopa 2012 y que probablemente volverían al año siguiente, pero finalmente descartó volver al certamen por quejas sobre el formato y el voto vecinal entre países participantes. Por otro lado, la RTP anunció la retirada de Portugal en esta edición por problemas presupuestarios derivados de la crisis económica. Igualmente, el 4 de diciembre de 2012, la televisión eslovaca STV confirmó la retirada de Eslovaquia en la presente edición del festival, y la televisión bosnia BHRT anunció la retirada de Bosnia y Herzegovina el 14 de diciembre por su situación financiera. Ese mismo día, Turquía anunció su retirada como protesta por la existencia del Big Five y por la reintroducción de los jurados desde 2009.
Andorra (ausente desde 2009) anunció que no participaría tampoco en esta edición, tras reunirse con la dirigente de la UER Ingrid Deltenre. Igualmente, la República Checa (ausente desde 2009), Mónaco (ausente desde 2006), Luxemburgo (ausente desde 1993) y Marruecos (cuya única participación fue en 1980) descartaron volver en esta edición. La televisión de Liechtenstein, 1 FLTV, habló de un posible debut en el concurso si recibía los fondos gubernamentales necesarios para unirse a la UER, pero finalmente se descartó.
Todos los países participantes tuvieron que competir en una de las dos semifinales para conseguir el pase a la Gran Final, excepto Alemania, Francia, España, Reino Unido, Italia (por ser miembros del Big Five) y Suecia (por ser el país anfitrión) que estaban automáticamente clasificados para competir directamente en la Gran Final del sábado.

### Canciones y selección
| País y TV                 | Título original de la canción                     | Artista                            | Proceso y fecha de selección                                                               |
| País y TV                 | Traducción al español                             | Idiomas                            | Proceso y fecha de selección                                                               |
| ------------------------- | ------------------------------------------------- | ---------------------------------- | ------------------------------------------------------------------------------------------ |
| Albania RTSH              | "Identitet"                                       | Adrian Lulgjuraj & Bledar Sejko    | Festivali I Këngës 51º, 22-12-12                                                           |
| Albania RTSH              | Identidad                                         | Albanés                            | Festivali I Këngës 51º, 22-12-12                                                           |
| Alemania NDR              | "Glorious"                                        | Cascada                            | Unser Song für, 14-02-13                                                                   |
| Alemania NDR              | Glorioso                                          | Inglés                             | Unser Song für, 14-02-13                                                                   |
| Armenia AMPTV             | "Lonely planet"                                   | Dorians                            | Yevratesil 2013: I Yergi Entrutyun, 02-03-13 (cantante elegido internamente, 22-01-13)     |
| Armenia AMPTV             | Planeta solitario                                 | Inglés                             | Yevratesil 2013: I Yergi Entrutyun, 02-03-13 (cantante elegido internamente, 22-01-13)     |
| Austria ORF               | "Shine"                                           | Natália Kelly                      | Österreich rockt den Song Contest, 15-02-13                                                |
| Austria ORF               | Brilla                                            | Inglés                             | Österreich rockt den Song Contest, 15-02-13                                                |
| Azerbaiyán Íctimai        | "Hold me"                                         | Farid Mammadov                     | Milli Seçim Turu 2013, 14-03-13                                                            |
| Azerbaiyán Íctimai        | Abrázame                                          | Inglés                             | Milli Seçim Turu 2013, 14-03-13                                                            |
| Bélgica RTBF              | "Love kills"                                      | Roberto Bellarosa                  | Final nacional radiofónica (VivaCité), 16-12-12 (cantante elegido internamente, 16-11-12)  |
| Bélgica RTBF              | El amor mata                                      | Inglés                             | Final nacional radiofónica (VivaCité), 16-12-12 (cantante elegido internamente, 16-11-12)  |
| Bielorrusia BTRC          | "Solayoh"                                         | Alyona Lanskaya                    | Eurofest, 07-12-12                                                                         |
| Bielorrusia BTRC          | -                                                 | Inglés                             | Eurofest, 07-12-12                                                                         |
| Bulgaria BNT              | "Samo shampioni (Only champions)"                 | Elitsa Todorova & Stoyan Yankulov  | Bulgarskata pesen v Evrovieiya 2013, 03-03-13 (cantante elegido internamente, el 10-02-13) |
| Bulgaria BNT              | Solo campeones                                    | Búlgaro                            | Bulgarskata pesen v Evrovieiya 2013, 03-03-13 (cantante elegido internamente, el 10-02-13) |
| Chipre CyBC               | "An me thimase"                                   | Despina Olympiou                   | Presentación canción, 14-02-13 (cantante elegido internamente, 01-02-13)                   |
| Chipre CyBC               | Si me recuerdas                                   | Griego                             | Presentación canción, 14-02-13 (cantante elegido internamente, 01-02-13)                   |
| Croacia HRT               | "Mižerja"                                         | Klapa s Mora                       | Presentación canción, 27-02-13 Elección interna, 15-01-13                                  |
| Croacia HRT               | Miseria                                           | Croata                             | Presentación canción, 27-02-13 Elección interna, 15-01-13                                  |
| Dinamarca DR              | "Only teardrops"                                  | Emmelie de Forest                  | Dansk Melodi Grand Prix 2013, 26-01-13                                                     |
| Dinamarca DR              | Solo lágrimas                                     | Inglés                             | Dansk Melodi Grand Prix 2013, 26-01-13                                                     |
| Eslovenia RTVSLO          | "Straight into love"                              | Hannah                             | Presentación canción, 14-02-13 (cantante elegido internamente, 01-02-13)                   |
| Eslovenia RTVSLO          | Directos al amor                                  | Inglés                             | Presentación canción, 14-02-13 (cantante elegido internamente, 01-02-13)                   |
| España TVE                | "Contigo hasta el final (With you until the end)" | El sueño de Morfeo                 | El Sueño de Morfeo, destino Eurovisión, 26-02-13 (cantante elegido internamente, 17-12-12) |
| España TVE                | -                                                 | Español                            | El Sueño de Morfeo, destino Eurovisión, 26-02-13 (cantante elegido internamente, 17-12-12) |
| Estonia ERR               | "Et uus saaks alguse"                             | Birgit Õigemeel                    | Eesti Laul 2013, 02-03-13                                                                  |
| Estonia ERR               | Para un nuevo comienzo                            | Estonio                            | Eesti Laul 2013, 02-03-13                                                                  |
| Finlandia YLE             | "Marry me"                                        | Krista Siegfrids                   | Uuden Musiikin Kilpailu 2013, 09-02-13                                                     |
| Finlandia YLE             | Cásate conmigo                                    | Inglés                             | Uuden Musiikin Kilpailu 2013, 09-02-13                                                     |
| Francia France 3          | "L'enfer et moi"                                  | Amandine Bourgeois                 | Presentación de canción, 13-03-13 Elección interna, 22-01-13                               |
| Francia France 3          | El infierno y yo                                  | Francés                            | Presentación de canción, 13-03-13 Elección interna, 22-01-13                               |
| Georgia GPB               | "Waterfall"                                       | Sopho Gelovani & Nodiko Tatishvili | Presentación canción, 27-02-13 (cantante elegido internamente, 31-12-12)                   |
| Georgia GPB               | Cascada                                           | Inglés                             | Presentación canción, 27-02-13 (cantante elegido internamente, 31-12-12)                   |
| Grecia ERT                | "Alcohol is free"                                 | Koza Mostra & Agathonas Iakovidis  | Eurosong 2013 - a MAD show, 18-02-13                                                       |
| Grecia ERT                | El alcohol es gratis                              | Griego e inglés                    | Eurosong 2013 - a MAD show, 18-02-13                                                       |
| Hungría MTV               | "Kedvesem (Zoohacker Remix)"                      | ByeAlex                            | A Dal, 02-03-13                                                                            |
| Hungría MTV               | Cariño                                            | Húngaro                            | A Dal, 02-03-13                                                                            |
| Irlanda RTÉ               | "Only love survives"                              | Ryan Dolan                         | The Late Late Show Eurosong, 22-02-13                                                      |
| Irlanda RTÉ               | Solo el amor sobrevive                            | Inglés                             | The Late Late Show Eurosong, 22-02-13                                                      |
| Islandia RÚV              | "Ég á líf"                                        | Eythor Ingi                        | Söngvakeppni Sjónvarpsins, 02-02-13                                                        |
| Islandia RÚV              | Estoy vivo                                        | Islandés                           | Söngvakeppni Sjónvarpsins, 02-02-13                                                        |
| Israel IBA                | "Rak bishvilo"                                    | Moran Mazor                        | Kdam Eurovision 2013, 07-03-13                                                             |
| Israel IBA                | Solo para él                                      | Hebreo                             | Kdam Eurovision 2013, 07-03-13                                                             |
| Italia RAI                | "L'essenziale"                                    | Marco Mengoni                      | Festival de la Canción de San Remo 2013, 16-02-13 (canción elegida internamente, 18-03-13) |
| Italia RAI                | Lo esencial                                       | Italiano                           | Festival de la Canción de San Remo 2013, 16-02-13 (canción elegida internamente, 18-03-13) |
| Letonia LTV               | "Here we go"                                      | PeR                                | Eirodziesma, 16-02-13                                                                      |
| Letonia LTV               | ¡Vamos allá!                                      | Inglés                             | Eirodziesma, 16-02-13                                                                      |
| Lituania LRT              | "Something"                                       | Andrius Pojavis                    | Final nacional, 20-12-12                                                                   |
| Lituania LRT              | Algo                                              | Inglés                             | Final nacional, 20-12-12                                                                   |
| Macedonia (ARY) MKRTV     | "Pred da se razdeni"                              | Esma & Lozano                      | Presentación canción, 27-02-13 (cantante elegido internamente, 28-12-12)                   |
| Macedonia (ARY) MKRTV     | Antes del amanecer                                | Macedonio y romaní                 | Presentación canción, 27-02-13 (cantante elegido internamente, 28-12-12)                   |
| Malta PBS                 | "Tomorrow"                                        | Gianluca Bezzina                   | Malta Eurovision Song 2013, 02-02-13                                                       |
| Malta PBS                 | Mañana                                            | Inglés                             | Malta Eurovision Song 2013, 02-02-13                                                       |
| Moldavia TRM              | "O mie"                                           | Aliona Moon                        | O Melodie Pentru Europa 2013, 16-03-13                                                     |
| Moldavia TRM              | Mil                                               | Rumano                             | O Melodie Pentru Europa 2013, 16-03-13                                                     |
| Montenegro RTCG           | "Igranka"                                         | Who See & Nina Žižić               | Presentación canción, 14-03-13 (cantante elegido internamente 20-12-12)                    |
| Montenegro RTCG           | Fiesta                                            | Montenegrino                       | Presentación canción, 14-03-13 (cantante elegido internamente 20-12-12)                    |
| Noruega NRK               | "I feed you my love"                              | Margaret Berger                    | Melodi Grand Prix 2013, 09-02-13                                                           |
| Noruega NRK               | Te alimento, mi amor                              | Inglés                             | Melodi Grand Prix 2013, 09-02-13                                                           |
| Países Bajos TROS         | "Birds"                                           | Anouk                              | Presentación canción, 11-03-13 (cantante elegido internamente, 17-10-12)                   |
| Países Bajos TROS         | Pájaros                                           | Inglés                             | Presentación canción, 11-03-13 (cantante elegido internamente, 17-10-12)                   |
| Reino Unido BBC           | "Believe in Me"                                   | Bonnie Tyler                       | Presentación de canción, 07-03-13 (cantante y canción elegidos internamente)               |
| Reino Unido BBC           | Cree en mí                                        | Inglés                             | Presentación de canción, 07-03-13 (cantante y canción elegidos internamente)               |
| Rumanía TVR               | "It's my life"                                    | Cezar                              | Selectia Nationala, 09-03-13                                                               |
| Rumanía TVR               | Es mi vida                                        | Inglés                             | Selectia Nationala, 09-03-13                                                               |
| Rusia C1R                 | "What if?"                                        | Dina Garipova                      | Presentación de canción, 24-02-13 Elección interna, 18-02-2013.                            |
| Rusia C1R                 | ¿Y si...?                                         | Inglés                             | Presentación de canción, 24-02-13 Elección interna, 18-02-2013.                            |
| San Marino SMRTV          | "Crisalide (Vola)"                                | Valentina Monetta                  | Presentación canción, 15-03-13 Elección interna, 30-01-13                                  |
| San Marino SMRTV          | Crisálida (vuela)                                 | Italiano                           | Presentación canción, 15-03-13 Elección interna, 30-01-13                                  |
| Serbia RTS                | "Ljubav je svuda"                                 | Moje 3                             | Beosong 2013, 03-03-13                                                                     |
| Serbia RTS                | El amor está en todas partes                      | Serbio                             | Beosong 2013, 03-03-13                                                                     |
| Suecia SVT                | "You"                                             | Robin Stjernberg                   | Melodifestivalen 2013, 09-03-13                                                            |
| Suecia SVT                | Tú                                                | Inglés                             | Melodifestivalen 2013, 09-03-13                                                            |
| Suiza SRG SSR idée suisse | "You and me"                                      | Takasa                             | Die Grosse Entscheidungsshow, 15-12-12                                                     |
| Suiza SRG SSR idée suisse | Tú y yo                                           | Inglés                             | Die Grosse Entscheidungsshow, 15-12-12                                                     |
| Ucrania NTU               | "Gravity"                                         | Zlata Ognevich                     | Yevrobachennya-2013, 23-12-12                                                              |
| Ucrania NTU               | Gravedad                                          | Inglés                             | Yevrobachennya-2013, 23-12-12                                                              |

1. ↑  Bielorrusia: Alyona Lanskaya ganó la selección nacional Eurofest con el tema Rhythm of love, pero decidió cambiar la canción por"Solayoh".[64]
2. ↑  Bulgaria: La canción ganadora del proceso de selección nacional fue"Kismet", pero la televisión nacional de Bulgaria (BNT) alegó haberse visto forzada a cambiarla por la propuesta"Samo shampioni", que se ubicó segunda, debido a problemas con el copyright de la primera.[69]
3. ↑  Grecia: Por primera vez en la historia del país en el Festival de la Canción de Eurovisión, la final nacional fue organizado por un canal de televisión privado, MAD TV, que colaborará con ERT y cubrirá todos los gastos de producción de la entrada y de la delegación en Malmö.[110]
4. ↑  Macedonia: El 27 de febrero del 2013 oficialmente se presentó Imperija[137] como la canción que representaría al país ex-yugoslavo; no obstante, las duras críticas por parte de la audiencia provocó que la cadena MKRTV haya prescindido de la canción, por lo que los productores de los dos representantes trabajaron en una nueva propuesta titulada "Pred da se razdeni".[138]
5. ↑  Suiza: Los representantes de este país Heilsarmee ("Ejército de Salvación" en alemán) se vieron obligados a cambiar el nombre y la vestimenta del grupo para no ser descalificados ya que estarían incumpliendo las normas establecidas por la UER que estipulan que no se permite promocionar una organización política y/o ideológica durante el concurso.[181][182] Con fecha 24 de enero de 2013 la cadena suiza SRG SSR idée suisse confirmó que la banda cambiaría de nombre y vestimenta a fin de ajustarse a la normas del concurso.[183] El 14 de marzo se confirmó que Takasa sería el nuevo nombre del grupo.[184]

#### Artistas que regresan
- Bledar Sejko: Figuró como guitarrista en la puesta en escena de su país en el Festival de la Canción de Eurovisión 2011 con la canción"Feel the passion" de Aurela Gaçe.[188]
- Gor Sujyan (vocalista de Dorians): Participó como corista en la puesta en escena de su país en el Festival de la Canción de Eurovisión 2010 con la canción"Apricot stone" de Eva Rivas.[189]
- Elitsa Todorova & Stoyan Yankulov participaron en Eurovisión 2007 representando a Bulgaria consiguiendo un 6º puesto con 146 puntos en la semifinal y un 5º puesto con 157 puntos en la final.
- Mey Green: Participó como corista en la puesta en escena de España en la edición anterior con la canción Quédate conmigo de Pastora Soler.[190] Participa de nueva cuenta en la puesta en escena española.
- Lauri Pihlap y Kaido Põldma: Formaron parte del grupo 2XL en el Festival de la Canción de Eurovisión 2001, junto con Tanel Padar y Dave Benton, con la canción Everybody, logrando ganar en el festival. Y ahora participan como coristas de Birgit Õigemeel.
- Ralfs Eilands: Participó como portavoz de los votos de Letonia en el Festival de la Canción de Eurovisión Junior 2010.
- Aliona Moon: Participó como corista en la puesta en escena de su país en la edición anterior con la canción"Lăutar" de Pasha Parfeny.[191]
- Valentina Monetta: Participó en la anterior edición del festival con la canción"The social network song (oh oh-uh-oh oh)", quedando en 14º puesto en la primera semifinal sin lograr clasificarse a la final.
- Nevena Božović: Representó a Serbia en el Festival de la Canción de Eurovisión Junior 2007 con la canción "Pisi mi" quedando en tercera posición y actualmente representa a su país como integrante de la girl-band Moje 3, por lo que se convierte en la primera concursante de la historia del festival infantil que participa en la versión adulta de Eurovisión.

- Joakim Harestad Haukaas: Representó a Noruega en el Festival de la Canción de Eurovisión Junior 2003 junto con Charlot Daysh con la canción "Sinnsykt gal forelsket" quedando en la posición número 13. Y ahora participa como corista de Robin Stjernberg.

#### Autores destacados
Entre las 39 canciones a concurso en esta edición, hay cuatro compuestos por autores de temas ganadores de Eurovisión. La canción de Bélgica está compuesta entre otros por Iain Farquharson, uno de los autores del tema ganador de 2011 por Azerbaiyán,"Running Scared". Uno de los autores de la canción de Georgia es Thomas G:son, quien fue uno de los compositores de la canción ganadora de la anterior edición,"Euphoria", y que ha participado con 8 temas en total en Eurovisión. El autor del tema serbio es Saša Milošević Mare, compositor de la canción ganadora de 2007 por Serbia,"Molitva". Por último, entre los autores del tema de San Marino está Ralph Siegel, el autor más prolífico de la historia del festival con un total de 21 temas presentados, ganando en 1982 con"Ein bißchen Frieden" por Alemania e interpretada por Nicole.
Entre los compositores de los temas, se encuentra asimismo un antiguo participante como intérprete: el autor del tema de Moldavia es Pasha Parfeny, quien representó a su país el año anterior.
Fuera del ámbito eurovisivo, destaca la presencia en el festival del afamado compositor estadounidense Desmond Child como autor del tema británico"Believe in me", interpretado por Bonnie Tyler. Child es miembro del Salón de la Fama de los Compositores y ha ganado varios Premios Grammy. Por otro lado, la canción de Armenia, interpretada por los Dorians, ha sido compuesta por Tony Iommi, guitarrista principal del grupo británico de heavy metal Black Sabbath.

#### Idiomas

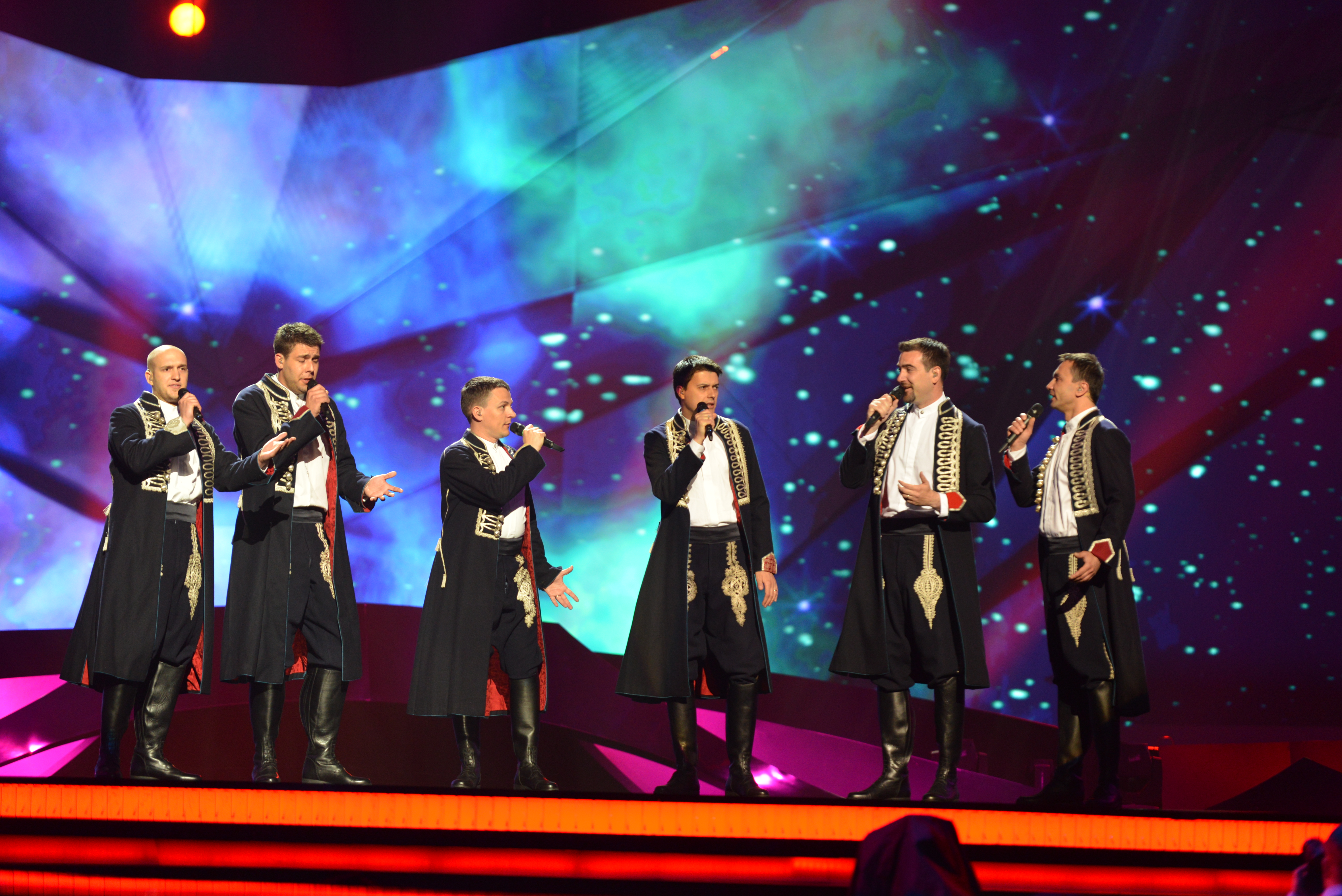
El tema de Croacia, Mižerja, fue interpretado en croata.

De los 39 temas participantes, 22 fueron interpretados íntegramente en inglés, mientras que 17 utilizaron idiomas propios, distintos del inglés. Entre estos últimos, Islandia cantó por primera vez en islandés desde 1997. Grecia interpretó su canción en griego, pero su estribillo estaba en inglés. Macedonia mezcló el macedonio con el romaní.

### Sorteo de semifinales
El 7 de noviembre de 2012, los organizadores del festival decidieron que Dinamarca y Noruega participasen en semifinales diferentes, para así poder asegurar una disponibilidad de entradas para los países vecinos. Un sorteo realizado en las oficinas de la UER determinó que Dinamarca actuase en la primera semifinal y Noruega lo hiciese en la segunda semifinal. Posteriormente, se decidió que Israel participase en la segunda semifinal por la coincidencia de la primera semifinal con una festividad religiosa. Al resto de países se les asignó su semifinal en un sorteo que se celebró el 17 de enero de 2013. Para ello los cinco bombos quedaron dispuestos de la siguiente manera:
| Bombo 0                        | Bombo 1                                                             | Bombo 2                                                         | Bombo 3                                                          | Bombo 4                                                       | Bombo 5                                                           |
| ------------------------------ | ------------------------------------------------------------------- | --------------------------------------------------------------- | ---------------------------------------------------------------- | ------------------------------------------------------------- | ----------------------------------------------------------------- |
| - Dinamarca - Noruega - Israel | - Albania - Croacia - Macedonia (ARY) - Montenegro - Serbia - Suiza | - Estonia - Finlandia - Islandia - Irlanda - Letonia - Lituania | - Armenia - Azerbaiyán - Bielorrusia - Georgia - Rusia - Ucrania | - Bulgaria - Bélgica - Chipre - Grecia - Malta - Países Bajos | - Austria - Hungría - Moldavia - Rumania - San Marino - Eslovenia |

Tras el sorteo que se celebró el 17 de enero de 2013 en Malmö, ambas semifinales quedaron establecidas de la siguiente forma:
| 1.ª semifinal 14 de mayo de 2013                                       | 1.ª semifinal 14 de mayo de 2013                                       | 2.ª semifinal 16 de mayo de 2013                                                | 2.ª semifinal 16 de mayo de 2013                                    |
| ---------------------------------------------------------------------- | ---------------------------------------------------------------------- | ------------------------------------------------------------------------------- | ------------------------------------------------------------------- |
| Dinamarca Croacia Ucrania Países Bajos Austria Eslovenia Estonia Rusia | Lituania Serbia Irlanda Bielorrusia Chipre Montenegro Bélgica Moldavia | Letonia Azerbaiyán Malta Islandia San Marino Macedonia (ARY) Finlandia Bulgaria | Israel Noruega Albania Hungría Suiza Georgia Grecia Armenia Rumania |
| Con derecho a voto: Reino Unido Suecia Italia                          | Con derecho a voto: Reino Unido Suecia Italia                          | Con derecho a voto: Alemania Francia España                                     | Con derecho a voto: Alemania Francia España                         |

## Festival

### Orden de actuación
Por primera vez en la historia del festival, el orden de actuación de los países participantes en cada una de las galas (las dos semifinales y la final) no fue determinado por sorteo tal como había ocurrido desde la primera edición del festival en el año 1956, sino que lo decidieron los productores del evento. La excepción a esta norma fue el país anfitrión, cuyo puesto de salida en la final fue determinado por sorteo. El cambio en la normativa fue decidido por el Grupo de Referencia de la UER y aprobado por el Comité de Televisión de la UER. Según alegó Jon Ola Sand, Supervisor Ejecutivo de la UER, el cambio en la normativa tiene como objeto evitar que propuestas de género o tempo similar actúen unos detrás de otros.
No obstante, cabe destacar que durante el sorteo del 17 de enero de 2013 que determinó qué países forman cada semifinal, los participantes fueron repartidos al azar en la primera o segunda"mitad" de su semifinal, tal como había ocurrido durante las ediciones anteriores, siendo los productores de SVT los que finalmente decidieron posteriormente las posiciones finales respetando este parámetro. De igual forma, los países finalistas eligieron al azar entre la primera y la segunda mitad de la gran final. En el caso de los países del Big 5 dicho sorteo se realizó en su primera rueda de prensa individual durante la semana de ensayos, concretamente el 15 de mayo, y en el caso de los semifinalistas clasificados a la final, el sorteo tuvo lugar en la rueda de prensa posterior a cada semifinal.

### Semifinales
La primera semifinal se realizó el 14 de mayo de 2013, y la segunda se realizó el 16 de mayo de 2013. Son 33 los países en total que tuvieron que pasar por las semifinales, por lo que en la primera de las semifinales hubo 16 participantes mientras que en la segunda 17, de los cuales se clasificaron 10 de cada semifinal para la final, donde ya se encontraban, como es habitual desde la introducción de la semifinal en 2004, el anfitrión (Suecia) y el"Big 5" (Alemania, España, Francia, Italia y el Reino Unido). El 17 de enero de 2013, por sorteo, se determinó en qué semifinal participaría cada país, y en qué mitad de la semifinal. El orden de actuación de cada semifinal lo decidieron los productores de SVT. Dicho orden se dio a conocer el 28 de marzo de 2013.

#### Semifinal 1

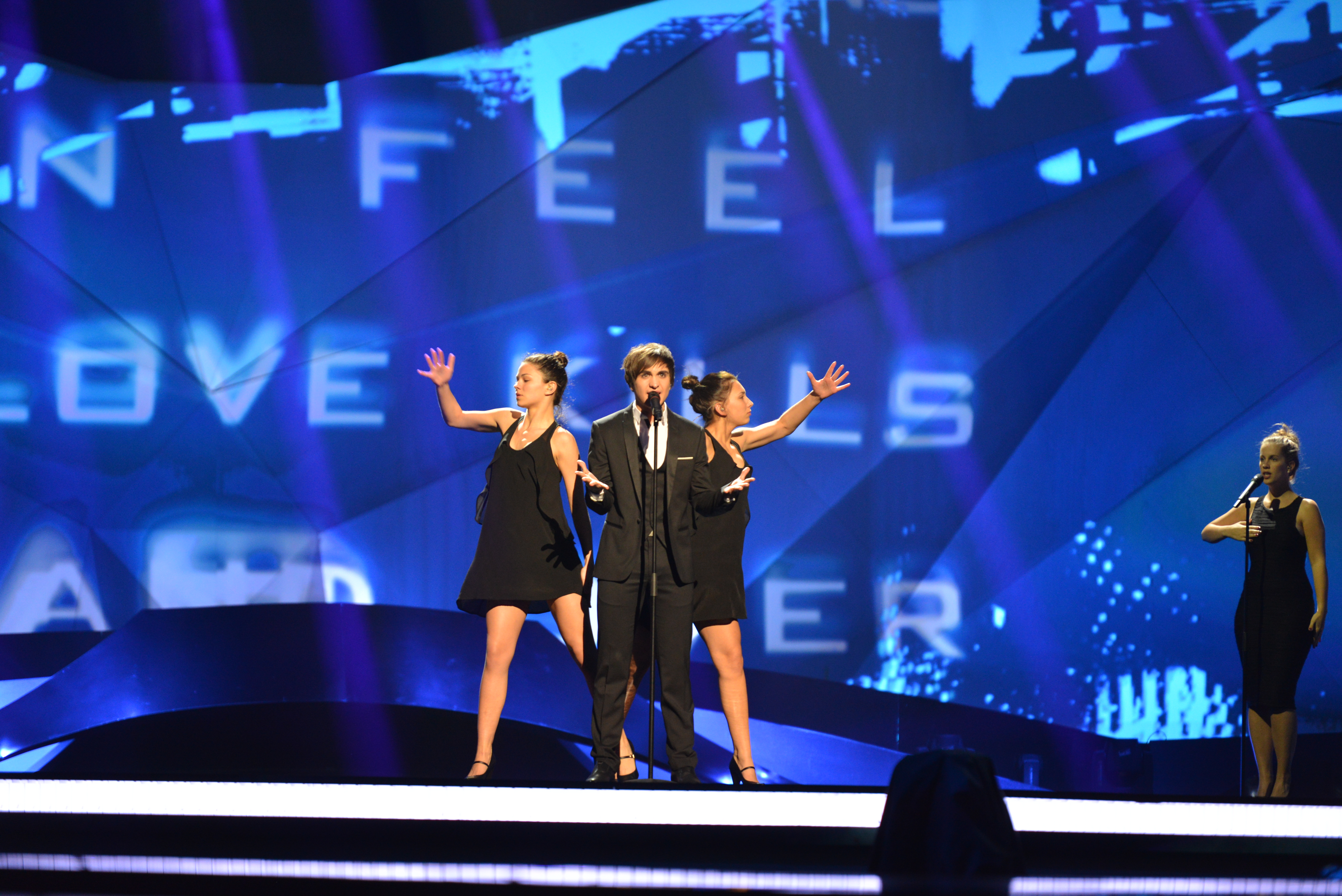
Bélgica se clasificó a la final con el tema de Roberto Bellarosa, "Love Kills".

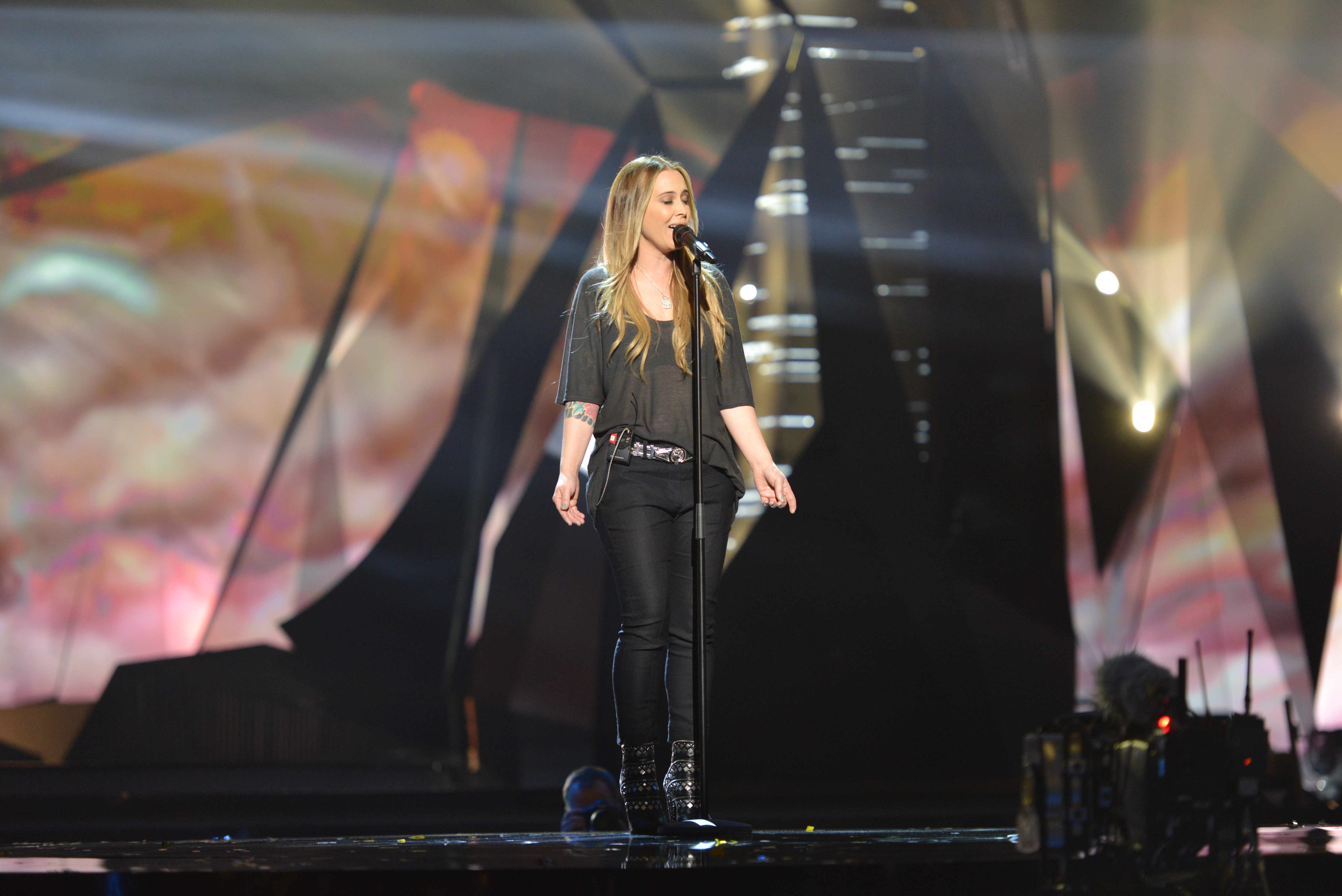
La famosa cantante Anouk logró clasificar a los Países Bajos por primera vez en 9 años.

La primera semifinal del Festival de la Canción de Eurovisión 2013, se celebró el martes 14 de mayo (21:00 horas CET). 16 países participaron en este evento en busca de uno de los 10 boletos a la final. Un total de 19 países tuvieron derecho a voto en esta semifinal: los 16 participantes más Reino Unido, Suecia e Italia.
Los resultados dados a conocer una vez terminado el festival le otorgaron la victoria a Emmelie de Forest, representante de Dinamarca. Su canción, un tema de corte pop con toques folk, "Only Teardrops" consiguió 167 puntos incluyendo 7 máximas puntuaciones y fue votada por todos los países, obteniéndose así el país nórdico su primera victoria en una semifinal. Rusia y la balada de corte clásico "What If? consiguieron la segunda plaza con 156 puntos. El tercer lugar recayó en Ucrania, que a pesar de obtener 7 máximas puntuaciones al igual que la entrada danesa, la canción "Gravity" solo consiguió un total de 140 puntos. Cabe destacar que estos 3 países eran las máximas favoritas de la semifinal.
También destacó la clasificación de Países Bajos. Este país no lograba entrar a la final del festival desde que lo hicieran en 2004. La famosa cantante Anouk consiguió el 6° lugar con 75 puntos, igualando el mejor resultado neerlandés de una semifinal. Además, Bielorrusia y Bélgica consiguieron su tercer y segundo pase a la final, siendo la primera vez que avanzaban desde 2010 para ambos.
| N.º | País         | Intérprete(s)        | Canción               | Lugar | Pts. |
| --- | ------------ | -------------------- | --------------------- | ----- | ---- |
| 01  | Austria      | Natália Kelly        | «Shine»               | 14    | 27   |
| 02  | Estonia      | Birgit Õigemeel      | «Et uus saaks alguse» | 10    | 52   |
| 03  | Eslovenia    | Hannah               | «Straight into love»  | 16    | 8    |
| 04  | Croacia      | Klapa s Mora         | «Mižerja»             | 13    | 38   |
| 05  | Dinamarca    | Emmelie de Forest    | «Only teardrops»      | 1     | 167  |
| 06  | Rusia        | Dina Garipova        | «What if»             | 2     | 156  |
| 07  | Ucrania      | Zlata Ognevich       | «Gravity»             | 3     | 140  |
| 08  | Países Bajos | Anouk                | «Birds»               | 6     | 75   |
| 09  | Montenegro   | Who See & Nina Žižić | «Igranka»             | 12    | 41   |
| 10  | Lituania     | Andrius Pojavis      | «Something»           | 9     | 53   |
| 11  | Bielorrusia  | Alyona Lanskaya      | «Solayoh»             | 7     | 64   |
| 12  | Moldavia     | Aliona Moon          | «O mie»               | 4     | 95   |
| 13  | Irlanda      | Ryan Dolan           | «Only love survives»  | 8     | 54   |
| 14  | Chipre       | Despina Olympiou     | «An me thimase»       | 15    | 11   |
| 15  | Bélgica      | Roberto Bellarosa    | «Love kills»          | 5     | 75   |
| 16  | Serbia       | Moje 3               | «Ljubav je svuda»     | 11    | 46   |

#### Semifinal 2

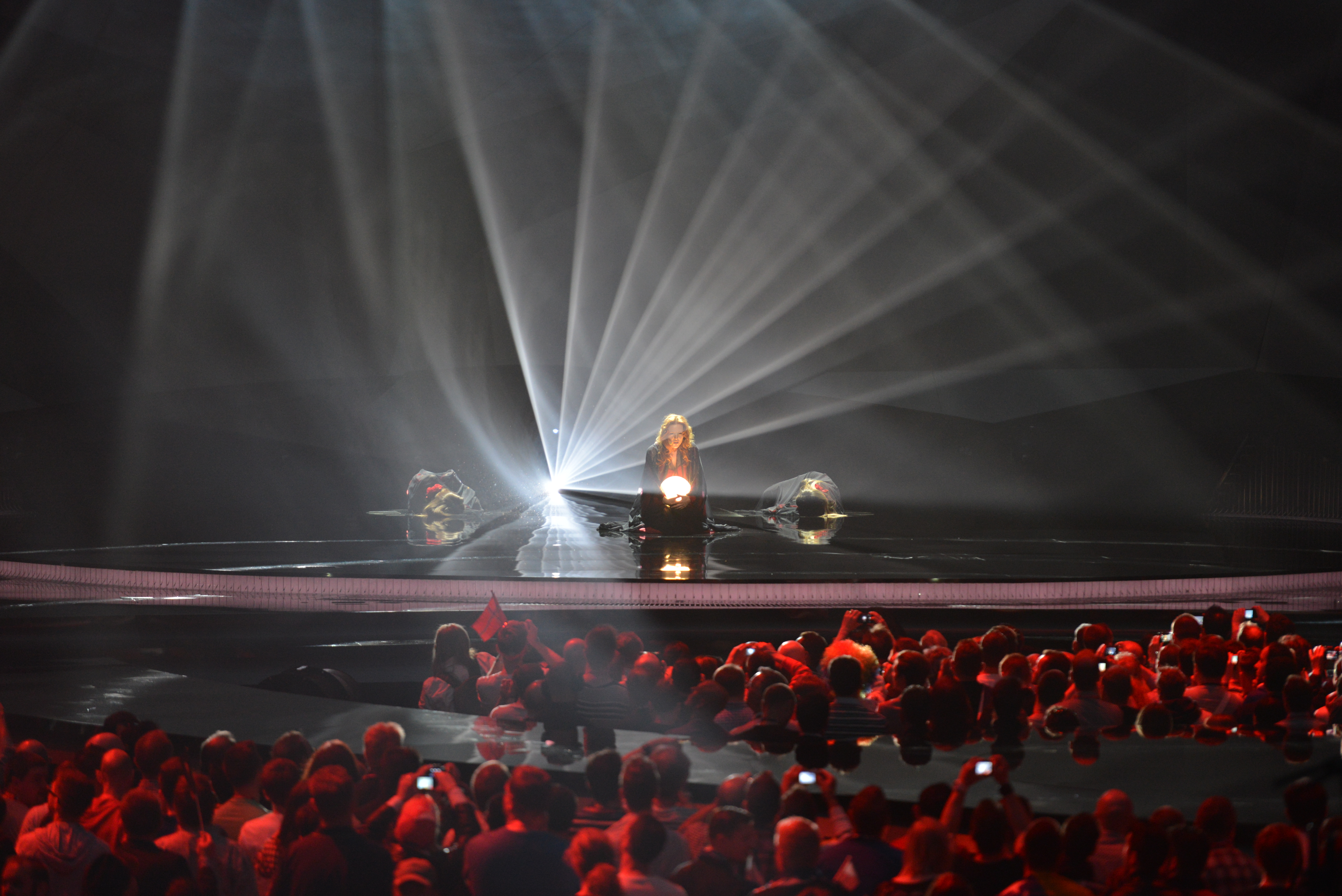
Pese a ser considerada una de las favoritas, San Marino no logró pasar a la Gran Final.

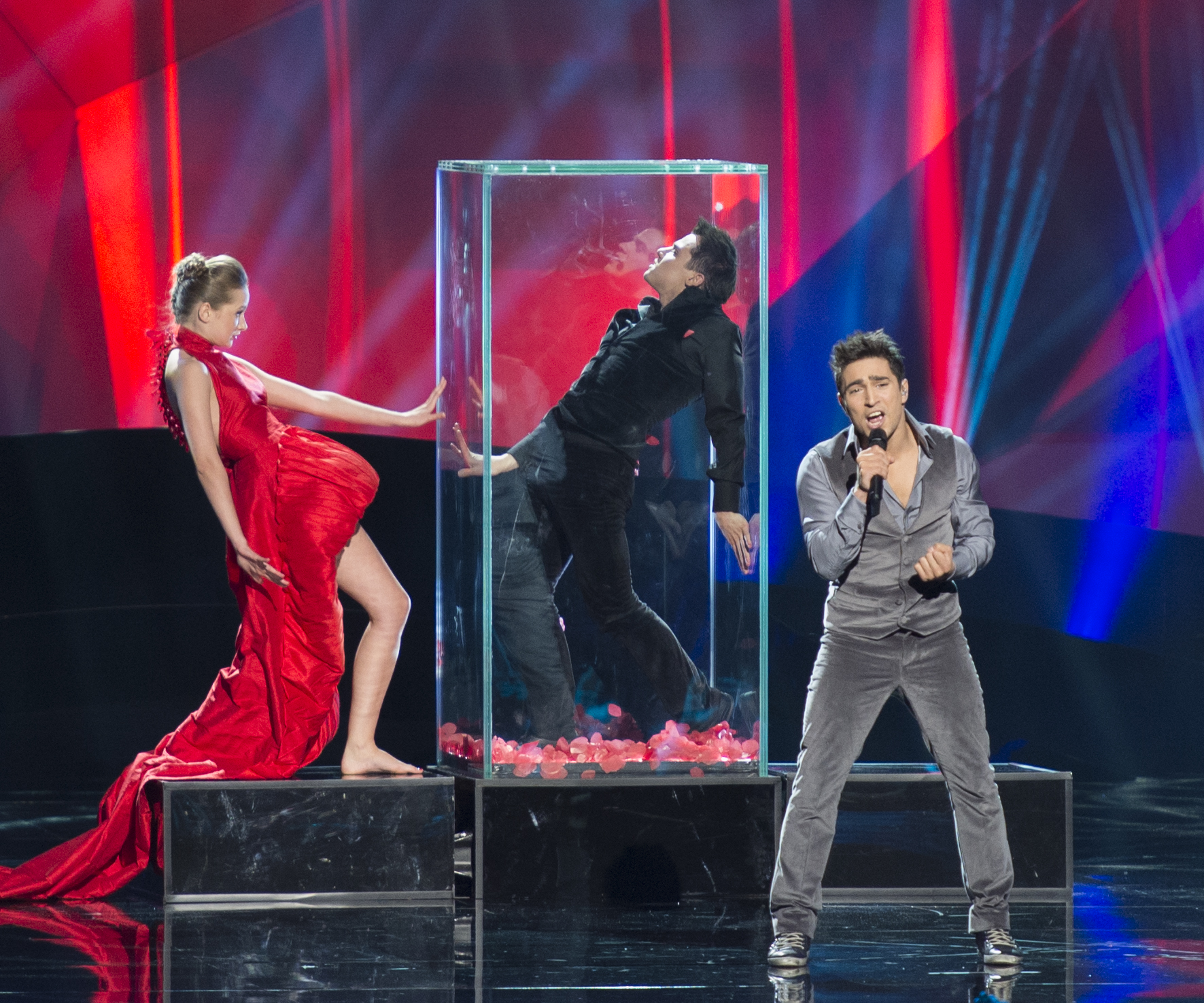
Farid Mammadov junto a una pareja de bailarines durante su ensayo general.

La segunda semifinal de Eurovisión 2013 se realizó el jueves 16 de mayo con la participación de 17 países. Tuvieron derecho a voto 20 países: los participantes de esta semifinal más Alemania, Francia y España.
| N.º | País            | Intérprete(s)                      | Canción                           | Lugar | Pts. |
| --- | --------------- | ---------------------------------- | --------------------------------- | ----- | ---- |
| 01  | Letonia         | PeR                                | «Here we go»                      | 17    | 13   |
| 02  | San Marino      | Valentina Monetta                  | «Crisalide (Vola)»                | 11    | 47   |
| 03  | Macedonia (ARY) | Esma & Lozano                      | «Pred da se razdeni»              | 16    | 28   |
| 04  | Azerbaiyán      | Farid Mammadov                     | «Hold me»                         | 1     | 139  |
| 05  | Finlandia       | Krista Siegfrids                   | «Marry me»                        | 9     | 65   |
| 06  | Malta           | Gianluca Bezzina                   | «Tomorrow»                        | 4     | 118  |
| 07  | Bulgaria        | Elitsa Todorova & Stoyan Yankulov  | «Samo shampioni (Only champions)» | 12    | 45   |
| 08  | Islandia        | Eythor Ingi                        | «Ég á líf»                        | 6     | 72   |
| 09  | Grecia          | Koza Mostra & Agathonas Iakovidis  | «Alcohol is free»                 | 2     | 121  |
| 10  | Israel          | Moran Mazor                        | «Rak bishvilo»                    | 14    | 40   |
| 11  | Armenia         | Dorians                            | «Lonely planet»                   | 7     | 69   |
| 12  | Hungría         | ByeAlex                            | «Kedvesem (Zoohacker Remix)»      | 8     | 66   |
| 13  | Noruega         | Margaret Berger                    | «I feed you my love»              | 3     | 120  |
| 14  | Albania         | Adrian Lulgjuraj & Bledar Sejko    | «Identitet»                       | 15    | 31   |
| 15  | Georgia         | Sopho Gelovani & Nodiko Tatishvili | «Waterfall»                       | 10    | 63   |
| 16  | Suiza           | Takasa                             | «You and me»                      | 13    | 41   |
| 17  | Rumania         | Cezar                              | «It's my life»                    | 5     | 83   |

### Final

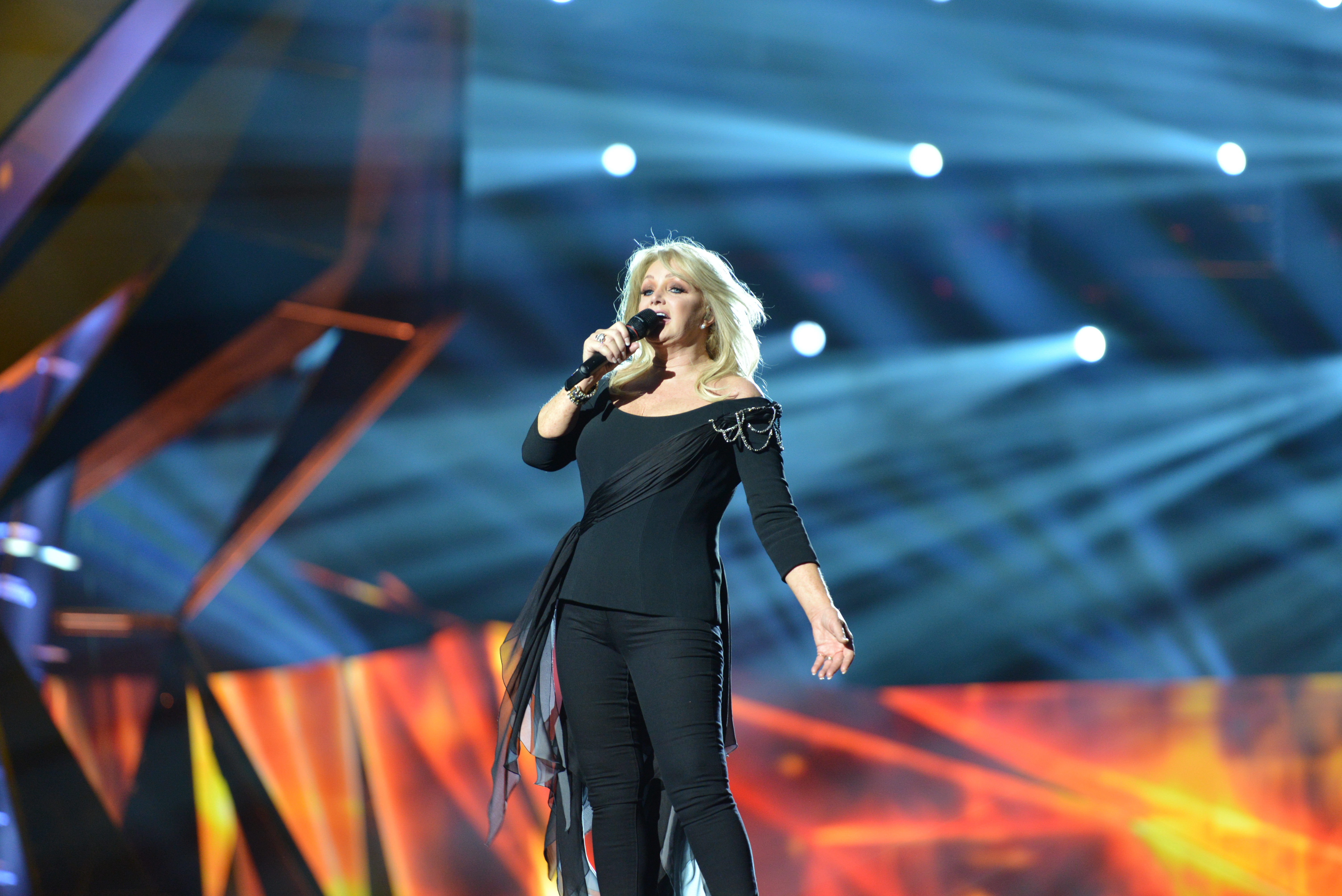
La internacionalmente conocida cantante Bonnie Tyler, representante del Reino Unido, no pasó del 19º lugar en la final.

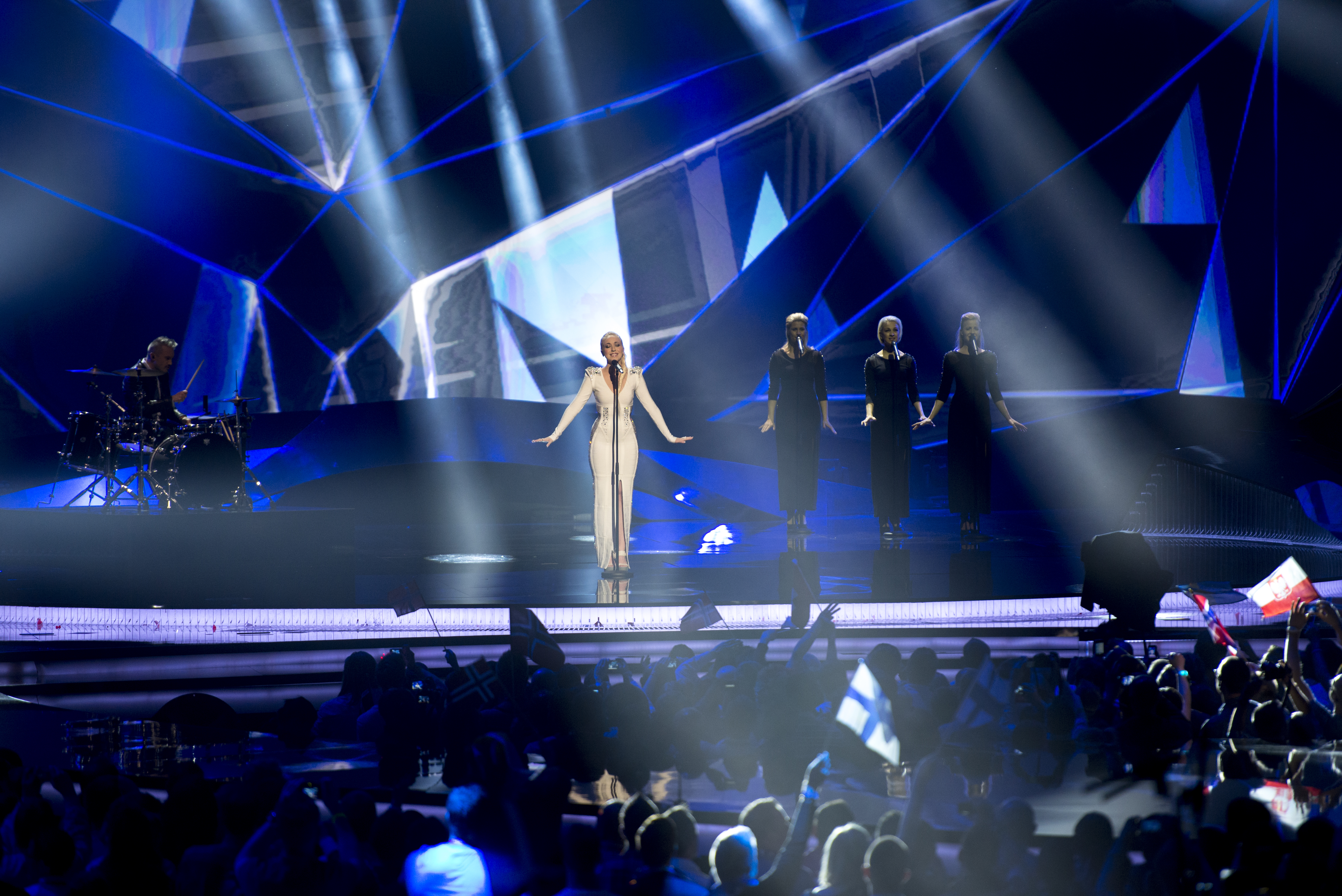
Noruega se quedó con el 4° lugar con la canción "I feed you my love" de Margaret Berger.

La final se celebró el 18 de mayo en el Malmö Arena y estuvo integrada por los seis clasificados directos: el anfitrión Suecia y el"Big 5" (Francia, Reino Unido, Alemania, España e Italia); a ellos se les unió los clasificados de la 1ª semifinal del 14 de mayo y la 2ª semifinal del 16 de mayo.

Tal como ocurrió en las semifinales, el orden de actuación en la Final lo decidieron los productores tras conocerse la identidad de todos los semifinalistas clasificados y determinarse por azar en qué mitad de la gala actuarían. No obstante, semanas antes durante la reunión de delegaciones se decidió por sortero que el anfitrión, Suecia, actuara en la 16ª posición. Los miembros del Big 5, conocieron también a través del azar la mitad en la que actuarían en la gala final, este sorteo se realizó durante la primera rueda de prensa posterior a los ensayos individuales del miércoles 15 de mayo.
La Gran Final se inició con la interpretación del himno"We write the story" (himno compuesto por Björn Ulvaeus, Benny Andersson -exmiembros de ABBA- y Avicii) mientras desfilaban los artistas y las banderas de los países clasificados. Después de ello se dio inicio a las actuaciones de los 26 finalistas y al finalizar se dio comienzo a los 15 minutos reglamentarios para votar. Mientras tanto, durante el intermedio la ganadora de la anterior edición, Loreen, interpretó un popurrí de "Euphoria", "We Got the Power" y "My Heart is Refusing Me"; asimismo, durante el intermedio también se llevó a cabo un número musical cómico protagonizado por la presentadora Petra Mede con una breve intervención de la ganadora de la edición de 1991, Carola; y, por último, la actriz y cantante Sarah Dawn Finer interpretó el tema"The Winner Takes It All" de ABBA, ganadores del Festival de la Canción de Eurovisión 1974.
Durante la Gala Final, al igual que en las semifinales, cada país otorgó de 1 a 8, 10 y 12 puntos a sus 10 canciones favoritas, elegidas por votación popular (50%) y de jurados (50%), no pudiendo votarse así mismos.
Desde el inicio de las votaciones hubo una reñida contienda por ocupar los primeros lugares. De este modo, países como Grecia, Dinamarca y Noruega inicialmente se auparon a lo más alto de tabla, con Ucrania siguiéndoles de cerca; luego, este último junto con Azerbaiyán y Rusia empezaron a superar a varios países recibiendo mejores puntuaciones.
Finalmente, Emmelie de Forest de Dinamarca lograría la victoria con un total de 281 puntos, siendo la 2ª mejor puntuación de una solista femenina en la historia del Festival detrás de Loreen ganadora de la edición anterior; Dinamarca logró ser votada por 38 de 39 países (San Marino el único que no le otorgó ningún punto) y consiguió 8 máximas puntuaciones, logrando así su tercera victoria en su historia en el certamen.
Con 234 puntos y con 10 máximas puntuaciones Azerbaiyán alcanzó la segunda posición en el certamen, logrando su quinto Top 5 en los últimos 5 años; este país no figuraba entre los favoritos semanas antes del Festival, sin embargo durante la semana de ensayos y hasta antes en la final logró subir en las casas de apuestas principalmente por su puesta en escena. Por último, el podio lo completó Zlata Ognevich de Ucrania quien logró el tercer lugar con 214 puntos.
Italia logrò su tercera Top 10 consecutiva quedando 7ª con 126 puntos, el doble de los que ganaron los demás países del Big 5.
| N.º | País         | Intérprete(s)                     | Canción                      | Lugar | Pts. |
| --- | ------------ | --------------------------------- | ---------------------------- | ----- | ---- |
| 01  | Francia      | Amandine Bourgeois                | «L'enfer et moi»             | 23    | 14   |
| 02  | Lituania     | Andrius Pojavis                   | «Something»                  | 22    | 17   |
| 03  | Moldavia     | Aliona Moon                       | «O mie»                      | 11    | 71   |
| 04  | Finlandia    | Krista Siegfrids                  | «Marry me»                   | 24    | 13   |
| 05  | España       | El Sueño de Morfeo                | «Contigo hasta el final»     | 25    | 8    |
| 06  | Bélgica      | Roberto Bellarosa                 | «Love kills»                 | 12    | 71   |
| 07  | Estonia      | Birgit Õigemeel                   | «Et uus saaks alguse»        | 20    | 19   |
| 08  | Bielorrusia  | Alyona Lanskaya                   | «Solayoh»                    | 16    | 48   |
| 09  | Malta        | Gianluca Bezzina                  | «Tomorrow»                   | 8     | 120  |
| 10  | Rusia        | Dina Garipova                     | «What if»                    | 5     | 174  |
| 11  | Alemania     | Cascada                           | «Glorious»                   | 21    | 18   |
| 12  | Armenia      | Dorians                           | «Lonely planet»              | 18    | 41   |
| 13  | Países Bajos | Anouk                             | «Birds»                      | 9     | 114  |
| 14  | Rumania      | Cezar                             | «It's my life»               | 13    | 65   |
| 15  | Reino Unido  | Bonnie Tyler                      | «Believe in me»              | 19    | 23   |
| 16  | Suecia       | Robin Stjernberg                  | «You»                        | 14    | 62   |
| 17  | Hungría      | ByeAlex                           | «Kedvesem (Zoohacker Remix)» | 10    | 84   |
| 18  | Dinamarca    | Emmelie de Forest                 | «Only teardrops»             | 1     | 281  |
| 19  | Islandia     | Eythor Ingi                       | «Ég á líf»                   | 17    | 47   |
| 20  | Azerbaiyán   | Farid Mammadov                    | «Hold me»                    | 2     | 234  |
| 21  | Grecia       | Koza Mostra & Agathonas Iakovidis | «Alcohol is free»            | 6     | 152  |
| 22  | Ucrania      | Zlata Ognevich                    | «Gravity»                    | 3     | 214  |
| 23  | Italia       | Marco Mengoni                     | «L'essenziale»               | 7     | 126  |
| 24  | Noruega      | Margaret Berger                   | «I feed you my love»         | 4     | 191  |
| 25  | Georgia      | Nodi Tatishvili & Sophie Gelovani | «Waterfall»                  | 15    | 50   |
| 26  | Irlanda      | Ryan Dolan                        | «Only love survives»         | 26    | 5    |

Fuente: Festival de Eurovisión 2013 (www.eurovision-spain.com) Archivado el 2 de abril de 2015 en Wayback Machine.

### Votaciones
La UER introdujo un cambio en el reglamento a la hora de calcular las diez canciones favoritas que obtienen puntos de cada país. En años anteriores, desde que la votación de cada país corresponde en un 50% de la elección del público y un 50% de la del jurado nacional, solo se tomaban en cuenta las diez canciones favoritas del jurado y del televoto respectivamente, y se sumaban convertidos en puntos del 12 al 1 para obtener la puntuación final. A partir de 2013, tanto televoto como jurado hacen una clasificación de todas las canciones participantes en su respectivo orden de votos, y la puntuación final se obtiene de la suma de los rankings completos. Así, al contrario que en los últimos años, las canciones que queden en el puesto 11 al último lugar sí se tuvieron en consideración en el promedio. De este modo, un claro ejemplo del nuevo sistema de votación tomando como referencia solo cinco países sería el siguiente:
| País | Ranking jurado | Ranking público | Ranking total | Puesto | Pts. otorgados |
| ---- | -------------- | --------------- | ------------- | ------ | -------------- |
| A    | 01             | 25              | 26            | 4º     | 07             |
| B    | 24             | 01              | 25            | 3º     | 08             |
| C    | 23             | 24              | 47            | 5º     | 06             |
| D    | 02             | 05              | 07            | 1º     | 12             |
| E    | 11             | 11              | 22            | 2º     | 10             |

Este año se introdujo una aplicación para dispositivos móviles, desde la cual los usuarios podían ver detalles de las canciones y artistas participantes, además de poder emitir votos. Se sumaba así esta tercera opción de votación junto al televoto y el voto vía SMS. La aplicación era disponible tanto para iOS en el Apple Store como para Android en Google Play.
| Orden de votación | Orden de votación | Orden de votación | Orden de votación | Orden de votación |
| --- | --- | --- | --- | ----------------- |
| 1. San Marino 2. Suecia 3. Albania 4. Países Bajos 5. Austria 6. Reino Unido 7. Israel 8. Serbia 9. Ucrania 10. Hungría | 11. Rumania 12. Moldavia 13. Azerbaiyán 14. Noruega 15. Armenia 16. Italia 17. Finlandia 18. España 19. Bielorrusia 20. Letonia | 21. Bulgaria 22. Bélgica 23. Rusia 24. Malta 25. Estonia 26. Alemania 27. Islandia 28. Francia 29. Grecia 30. Irlanda | 31. Dinamarca 32. Montenegro 33. Eslovenia 34. Georgia 35. Macedonia (ARY) 36. Chipre 37. Croacia 38. Suiza 39. Lituania |                   |

#### Portavoces
Estos son los portavoces de los países que participaron en el certamen:
| - Albania - Andri Xhahu - Alemania - Lena (Ganadora de la edición 2010 por Alemania y representante del 2011) - Armenia - André (Representante de Armenia en 2006) - Austria - Katharina Bellowitsch - Azerbaiyán - Tamilla Shirinova - Bélgica - Barbara Louys - Bielorrusia - Darya Domracheva - Bulgaria - Joanna Dragneva (Representante de Bulgaria en la edición 2008) - Chipre - Loukas Hamatsos - Croacia - Ursula Tolj - Dinamarca - Sofie Lassen-Kahlke - Eslovenia - Andrea F. - España - Inés Paz - Estonia - Rolf Roosalu - Finlandia - Katrina Wheeler - Francia - Marine Vignes - Georgia - Liza Tziklauri - Grecia - Andriana Maggania - Hungría - Eva Nomodomszky - Irlanda - Nicky Byrne (Integrante de la banda Westlife) - Islandia - Igrun Maria Hilmarsdottir | - Israel - Ofer Nachshon - Italia - Federica Gentile - Letonia - Anmary (Representante de Letonia en la edición 2012) - Lituania - Ignas Krupavicius - Macedonia (ARY) - Dimitar Atanasovski - Malta - Emma Hickey - Moldavia - Olivia Fortuna - Montenegro - Ivana Sebek - Noruega - Tooji (Representante de Noruega en la edición 2012) - Países Bajos - Cornald Maas - Reino Unido - Scott Mills - Rumania - Sonia Argint - Rusia - Alsou (Representante de Rusia en la edición 2000 y anfitriona en el 2009) - San Marino - John Kennedy O'Connor - Serbia - Maja Nikolic - Suecia - YOHIO (Subcampeón del Melodifestivalen 2013) - Suiza - Melanie Freymond - Ucrania - Matias. |  |

### Tabla de votaciones: Final
| ......Participante..... | Pts. | Bandera de San Marino | Bandera de Suecia | Bandera de Albania | Bandera de los Países Bajos | Bandera de Austria | Bandera del Reino Unido | Bandera de Israel | Bandera de Serbia | Bandera de Ucrania | Bandera de Hungría | Bandera de Rumania | Bandera de Moldavia | Bandera de Azerbaiyán | Bandera de Noruega | Bandera de Armenia | Bandera de Italia | Bandera de Malta | Bandera de España | Bandera de Bielorrusia | Bandera de Letonia | Bandera de Bulgaria | Bandera de Bélgica | Bandera de Rusia | Bandera de Finlandia | Bandera de Estonia | Bandera de Alemania | Bandera de Islandia | Bandera de Francia | Bandera de Grecia | Bandera de Irlanda | Bandera de Dinamarca | Bandera de Montenegro | Bandera de Eslovenia | Bandera de Georgia | Bandera de Macedonia del Norte | Bandera de Chipre | Bandera de Croacia | Bandera de Suiza | Bandera de Lituania |
| ----------------------- | ---- | --------------------- | ----------------- | ------------------ | --------------------------- | ------------------ | ----------------------- | ----------------- | ----------------- | ------------------ | ------------------ | ------------------ | ------------------- | --------------------- | ------------------ | ------------------ | ----------------- | ---------------- | ----------------- | ---------------------- | ------------------ | ------------------- | ------------------ | ---------------- | -------------------- | ------------------ | ------------------- | ------------------- | ------------------ | ----------------- | ------------------ | -------------------- | --------------------- | -------------------- | ------------------ | ------------------------------ | ----------------- | ------------------ | ---------------- | ------------------- |
| Francia                 | 14   | 8                     |                   |                    |                             |                    |                         |                   |                   |                    |                    |                    |                     |                       |                    | 2                  |                   |                  |                   |                        |                    |                     |                    |                  |                      |                    |                     | 2                   |                    |                   |                    |                      |                       |                      |                    | 1                              | 1                 |                    |                  |                     |
| Lituania                | 17   |                       |                   |                    |                             |                    |                         |                   |                   | 1                  |                    |                    |                     | 3                     |                    |                    | 6                 |                  |                   | 5                      |                    |                     |                    |                  |                      |                    |                     |                     |                    |                   | 1                  |                      |                       |                      | 1                  |                                |                   |                    |                  |                     |
| Moldavia                | 71   |                       |                   |                    |                             | 2                  |                         | 1                 | 6                 | 8                  |                    | 12                 |                     | 1                     |                    |                    | 4                 |                  | 2                 | 4                      |                    | 3                   | 3                  | 6                |                      |                    |                     |                     | 4                  |                   | 3                  |                      | 5                     |                      |                    | 7                              |                   |                    |                  |                     |
| Finlandia               | 13   | 3                     |                   |                    | 10                          |                    |                         | 4                 |                   | 10                 | 7                  | 8                  |                     | 10                    |                    | 4                  |                   |                  |                   | 5                      |                    | 6                   |                    |                  |                      |                    | 1                   |                     | 3                  |                   |                    | 2                    |                       | 10                   |                    |                                |                   | 10                 |                  |                     |
| España                  | 8    |                       |                   | 6                  |                             |                    |                         |                   |                   |                    |                    |                    |                     |                       |                    |                    | 2                 |                  |                   |                        |                    |                     |                    |                  |                      |                    |                     |                     |                    |                   |                    |                      |                       |                      |                    |                                |                   |                    |                  |                     |
| Bélgica                 | 71   | 5                     | 7                 |                    | 12                          | 3                  | 3                       |                   | 3                 |                    | 4                  |                    |                     |                       | 3                  |                    |                   | 3                |                   |                        | 2                  |                     |                    | 8                |                      | 2                  |                     |                     | 5                  |                   | 4                  | 5                    |                       | 2                    |                    |                                |                   |                    |                  |                     |
| Estonia                 | 19   |                       |                   |                    |                             |                    |                         |                   |                   |                    |                    |                    |                     |                       |                    |                    |                   | 6                |                   |                        | 10                 |                     |                    |                  |                      |                    |                     |                     |                    |                   |                    |                      |                       |                      |                    |                                |                   |                    |                  | 3                   |
| Bielorrusia             | 48   |                       |                   |                    |                             |                    |                         | 3                 |                   | 12                 |                    |                    | 4                   | 7                     |                    | 5                  |                   |                  |                   |                        |                    |                     |                    |                  | 2                    |                    |                     |                     |                    | 1                 |                    |                      | 3                     |                      | 5                  | 5                              |                   |                    |                  | 1                   |
| Malta                   | 120  | 10                    |                   |                    |                             | 8                  |                         | 7                 |                   |                    | 2                  | 8                  | 5                   |                       | 8                  | 10                 | 6                 | 10               |                   | 1                      | 7                  | 5                   | 5                  | 5                |                      | 5                  | 2                   | 3                   |                    | 4                 |                    |                      |                       | 3                    | 3                  | 3                              |                   |                    |                  |                     |
| Rusia                   | 174  |                       | 5                 |                    | 4                           |                    | 10                      | 7                 | 8                 | 4                  |                    |                    | 7                   |                       |                    | 7                  |                   | 2                | 6                 | 8                      | 12                 | 5                   | 4                  |                  |                      | 12                 | 2                   | 1                   | 6                  |                   | 10                 | 7                    | 7                     | 10                   | 6                  | 6                              | 5                 | 6                  |                  | 7                   |
| Alemania                | 18   |                       |                   | 3                  |                             | 6                  |                         | 5                 |                   |                    |                    |                    |                     |                       |                    |                    |                   |                  | 3                 |                        |                    |                     |                    |                  |                      |                    |                     |                     |                    |                   |                    |                      |                       |                      |                    |                                |                   |                    | 1                |                     |
| Armenia                 | 41   | 1                     |                   |                    |                             |                    |                         |                   |                   | 6                  | 3                  |                    | 1                   |                       |                    |                    |                   |                  |                   | 7                      |                    |                     |                    |                  |                      | 10                 |                     |                     |                    |                   |                    |                      |                       |                      |                    |                                |                   |                    |                  |                     |
| Países Bajos            | 114  |                       | 8                 | 4                  |                             | 8                  | 6                       |                   |                   |                    | 5                  | 2                  |                     |                       | 8                  |                    |                   | 8                |                   |                        |                    |                     | 12                 | 3                |                      | 7                  |                     | 8                   |                    |                   | 6                  | 10                   |                       | 7                    |                    | 2                              |                   | 2                  | 4                | 4                   |
| Rumania                 | 65   |                       | 4                 | 5                  |                             | 4                  | 4                       |                   |                   |                    |                    |                    | 10                  | 6                     | 6                  |                    | 1                 |                  |                   |                        |                    |                     |                    |                  | 7                    |                    |                     | 6                   | 1                  | 10                |                    |                      | 1                     |                      |                    |                                |                   |                    |                  |                     |
| Reino Unido             | 23   |                       | 1                 |                    |                             |                    |                         |                   |                   |                    |                    | 3                  |                     |                       |                    |                    |                   |                  | 4                 |                        |                    |                     |                    |                  | 5                    |                    |                     |                     |                    |                   | 7                  |                      |                       | 1                    |                    |                                |                   |                    | 2                |                     |
| Suecia                  | 62   |                       |                   |                    | 3                           |                    |                         |                   | 1                 |                    |                    |                    | 5                   |                       | 12                 |                    |                   | 4                |                   |                        | 4                  | 4                   | 1                  |                  |                      | 1                  | 3                   | 4                   |                    |                   | 5                  | 8                    |                       | 6                    |                    |                                | 1                 |                    |                  |                     |
| Hungría                 | 84   | 6                     | 3                 | 8                  | 7                           |                    |                         |                   | 2                 |                    |                    |                    |                     |                       | 2                  |                    | 3                 | 10               |                   |                        |                    | 6                   |                    |                  |                      | 4                  | 12                  |                     |                    | 2                 |                    |                      |                       |                      |                    |                                |                   | 4                  | 10               | 5                   |
| Dinamarca               | 281  |                       | 10                | 1                  | 10                          | 5                  | 12                      | 8                 | 12                | 5                  | 10                 | 6                  | 6                   | 5                     | 7                  | 4                  | 12                | 7                | 8                 | 1                      | 6                  | 2                   | 10                 | 4                | 6                    | 8                  | 10                  | 12                  | 12                 | 7                 | 12                 |                      | 10                    | 12                   | 7                  | 12                             | 7                 | 10                 | 3                | 2                   |
| Islandia                | 47   |                       | 6                 |                    |                             |                    | 2                       |                   |                   |                    | 6                  |                    |                     |                       | 4                  |                    |                   | 5                |                   |                        |                    |                     |                    |                  |                      | 6                  | 8                   |                     |                    |                   |                    | 1                    |                       | 4                    |                    |                                |                   |                    | 5                |                     |
| Azerbaiyán              | 234  | 2                     |                   | 7                  | 2                           | 12                 |                         | 12                | 5                 | 10                 | 12                 | 10                 | 8                   |                       |                    |                    |                   |                  | 7                 | 10                     | 3                  | 12                  | 5                  | 12               | 12                   |                    | 4                   | 7                   | 8                  | 12                | 2                  |                      | 12                    | 3                    | 12                 |                                | 8                 | 7                  | 6                | 12                  |
| Grecia                  | 152  | 12                    |                   | 10                 | 1                           | 7                  | 8                       | 2                 |                   |                    | 1                  | 7                  |                     | 4                     | 5                  | 8                  | 7                 | 1                |                   | 6                      | 1                  | 7                   | 2                  | 10               | 4                    |                    | 6                   |                     |                    |                   |                    | 6                    | 8                     |                      |                    | 4                              | 12                | 5                  | 8                |                     |
| Ucrania                 | 214  |                       |                   |                    | 5                           | 1                  | 5                       | 10                | 10                |                    | 7                  | 4                  | 12                  | 12                    | 1                  | 12                 | 5                 |                  | 10                | 12                     | 7                  | 10                  | 8                  | 1                | 10                   | 10                 |                     | 3                   |                    | 8                 | 8                  | 3                    |                       |                      | 8                  |                                | 10                | 12                 |                  | 10                  |
| Italia                  | 126  | 4                     |                   | 12                 |                             | 10                 |                         |                   | 4                 |                    |                    | 1                  |                     |                       |                    | 1                  |                   |                  | 12                |                        |                    |                     | 6                  |                  | 8                    |                    |                     |                     | 10                 | 6                 |                    |                      | 6                     | 8                    | 2                  | 10                             | 6                 | 8                  | 12               |                     |
| Noruega                 | 191  | 7                     | 12                | 2                  | 6                           |                    |                         | 6                 | 7                 | 3                  | 2                  | 8                  | 2                   | 2                     |                    | 3                  | 8                 | 12               | 5                 | 3                      | 8                  | 1                   | 7                  | 7                | 3                    | 3                  | 7                   | 10                  |                    | 4                 |                    | 12                   | 4                     | 5                    | 4                  | 8                              | 4                 | 3                  | 7                | 6                   |
| Georgia                 | 50   |                       |                   |                    |                             |                    |                         |                   |                   | 7                  |                    |                    | 3                   | 10                    |                    | 10                 |                   |                  |                   |                        |                    |                     |                    | 5                |                      |                    |                     |                     |                    | 5                 |                    |                      | 2                     |                      |                    |                                |                   |                    |                  | 8                   |
| Irlanda                 | 5    |                       | 2                 |                    |                             |                    | 1                       |                   |                   |                    |                    |                    |                     |                       |                    |                    |                   |                  |                   |                        |                    |                     |                    |                  |                      |                    |                     |                     |                    |                   |                    |                      |                       |                      |                    |                                | 2                 |                    |                  |                     |

#### Máximas puntuaciones
Tras la votación los países que recibieron 12 puntos en la Final fueron:
| N. | A            | De                                                                                      |
| -- | ------------ | --------------------------------------------------------------------------------------- |
| 10 | Azerbaiyán   | Austria, Israel, Hungría, Bulgaria, Rusia, Malta, Grecia, Montenegro, Georgia, Lituania |
| 8  | Dinamarca    | Reino Unido, Serbia, Italia, Islandia, Francia, Irlanda, Eslovenia, Macedonia (ARY)     |
| 5  | Ucrania      | Moldavia, Azerbaiyán, Armenia, Bielorrusia, Croacia                                     |
| 3  | Italia       | Albania, España, Suiza                                                                  |
| 3  | Noruega      | Suecia, Finlandia, Dinamarca                                                            |
| 2  | Grecia       | San Marino, Chipre                                                                      |
| 2  | Rusia        | Letonia, Estonia                                                                        |
| 1  | Bélgica      | Países Bajos                                                                            |
| 1  | Bielorrusia  | Ucrania                                                                                 |
| 1  | Hungría      | Alemania                                                                                |
| 1  | Moldavia     | Rumania                                                                                 |
| 1  | Países Bajos | Bélgica                                                                                 |
| 1  | Suecia       | Noruega                                                                                 |

#### Desglose del televoto y jurado
El 28 de mayo de 2013, la Unión Europea de Radiodifusión publicó los resultados oficiales tanto de los rankings totales del público como del jurado, bajo el nuevo sistema de votación:

#### Semifinal 1
| Pos. | Jurado       | Ranking |
| ---- | ------------ | ------- |
| 1    | Dinamarca    | 3,58    |
| 2    | Rusia        | 3,74    |
| 3    | Moldavia     | 4,32    |
| 4    | Ucrania      | 5,16    |
| 5    | Austria      | 6,32    |
| 6    | Países Bajos | 6,42    |
| 7    | Bélgica      | 6,63    |
| 8    | Estonia      | 7,47    |
| 9    | Bielorrusia  | 8,26    |
| 10   | Irlanda      | 9,26    |
| 11   | Lituania     | 9,37    |
| 12   | Chipre       | 9,47    |
| 13   | Croacia      | 9,95    |
| 14   | Montenegro   | 10,16   |
| 15   | Serbia       | 10,95   |
| 16   | Eslovenia    | 11,47   |

| Pos. | Televoto     | Ranking |
| ---- | ------------ | ------- |
| 1    | Dinamarca    | 3,33    |
| 2    | Rusia        | 3,89    |
| 3    | Ucrania      | 3,94    |
| 4    | Montenegro   | 7,33    |
| 5    | Lituania     | 7,44    |
| 6    | Irlanda      | 7,61    |
| 7    | Bélgica      | 7,72    |
| 8    | Bielorrusia  | 7,83    |
| 9    | Países Bajos | 7,94    |
| 10   | Croacia      | 8,00    |
| 11   | Moldavia     | 8,28    |
| 12   | Serbia       | 8,39    |
| 13   | Estonia      | 10,06   |
| 14   | Chipre       | 12,00   |
| 15   | Austria      | 12,33   |
| 16   | Eslovenia    | 13,17   |

Los resultados de la 1º Semifinal demuestran que Dinamarca y Rusia fueron los favoritos tanto del Jurado como del Televoto y que, en su mayor parte, ambos tenían opciones similares sobre los temas que debían clasificar.
Bajo el nuevo sistema de votación, Montenegro, una de las predilecciones del público alcanzando la cuarta posición pero que con la opinión del jurado, un 14º puesto, quedó fuera de la final. Austria se vio en la misma tesitura que el país balcánico, dado que aunque fue muy valorada por el jurado con su Top5, fue olvidada para el público con el puesto 15.
Moldavia, bien posicionada para el jurado, con una tercera posición, pero fuera de la final para el televoto, siendo undécima. Al revés ocurre con Lituania, quinta para el público pero a las puertas de la gala del sábado para los expertos, sin embargo a ambos países le alcanzó lo suficiente para su pase a la Gran Final. Público y jurado volvieron a coincidir una vez más con la última posición, Eslovenia.

#### Semifinal 2
| Pos. | Jurado          | Ranking |
| ---- | --------------- | ------- |
| 1    | Malta           | 3,40    |
| 2    | Azerbaiyán      | 4,60    |
| 3    | Grecia          | 5,55    |
| 4    | Noruega         | 5,80    |
| 5    | Georgia         | 6,05    |
| 6    | Finlandia       | 7,05    |
| 7    | Armenia         | 7,15    |
| 8    | Islandia        | 7,40    |
| 9    | Israel          | 7,95    |
| 10   | San Marino      | 8,40    |
| 11   | Hungría         | 8,55    |
| 12   | Albania         | 9,10    |
| 13   | Rumania         | 9,70    |
| 14   | Macedonia (ARY) | 9,75    |
| 15   | Letonia         | 9,90    |
| 16   | Suiza           | 10,65   |
| 17   | Bulgaria        | 10,75   |

| Pos. | Televoto        | Ranking |
| ---- | --------------- | ------- |
| 1    | Rumania         | 4,78    |
| 2    | Grecia          | 5,00    |
| 3    | Azerbaiyán      | 5,28    |
| 4    | Noruega         | 5,50    |
| 5    | Suiza           | 7,00    |
| 6    | Bulgaria        | 7,44    |
| 7    | Malta           | 7,78    |
| 8    | Islandia        | 8,61    |
| 9    | Hungría         | 8,39    |
| 10   | Finlandia       | 8,89    |
| 11   | Armenia         | 9,44    |
| 12   | San Marino      | 9,47    |
| 13   | Georgia         | 9,89    |
| 14   | Israel          | 10,67   |
| 15   | Albania         | 11,78   |
| 16   | Macedonia (ARY) | 12,22   |
| 17   | Letonia         | 13,28   |

Menor consenso entre público y jurado hubo en la Segunda Semifinal. Malta fue la ganadora para el jurado, mientras que el público la dejó un séptima posición. Mientras, la quinta clasificada de la noche, Rumanía, fue la ganadora para el público pero para el jurado merecía un 13º puesto.
Disparidad también con Suiza y Bulgaria, aunque en esta ocasión los expertos se salieron con la suya. Así, Suiza obtuvo la quinta posición del público pero la penúltima del jurado, mientras Bulgaria fue la sexta para la audiencia pero última para los expertos.
San Marino e Israel vivieron la misma situación pero intercambiando los papeles. Ambas fueron opciones finalistas del jurado al revés de la opción del público que las dejó fuera, San Marino como 12º e Israel como 14º.

### Gran Final
| Pos. | Jurado       | Ranking |
| ---- | ------------ | ------- |
| 1    | Dinamarca    | 6.23    |
| 2    | Azerbaiyán   | 7.77    |
| 3    | Suecia       | 8.05    |
| 4    | Noruega      | 8.23    |
| 5    | Moldavia     | 8.69    |
| 6    | Ucrania      | 8.74    |
| 7    | Países Bajos | 9.05    |
| 8    | Italia       | 9.46    |
| 9    | Malta        | 9.54    |
| 10   | Rusia        | 9.67    |
| 11   | Bélgica      | 9.92    |
| 12   | Francia      | 10.95   |
| 13   | Georgia      | 12.10   |
| 14   | Grecia       | 12.28   |
| 15   | Reino Unido  | 12.46   |
| 16   | Estonia      | 13.41   |
| 17   | Islandia     | 13.44   |
| 18   | Finlandia    | 13.77   |
| 19   | Armenia      | 14.44   |
| 20   | Alemania     | 15.44   |
| 21   | Hungría      | 15.59   |
| 22   | Bielorrusia  | 16.15   |
| 23   | Irlanda      | 16.21   |
| 24   | Rumania      | 17.82   |
| 25   | Lituania     | 17.95   |
| 26   | España       | 19.64   |

| Pos. | Televoto     | Ranking |
| ---- | ------------ | ------- |
| 1    | Dinamarca    | 4.97    |
| 2    | Ucrania      | 5.66    |
| 3    | Azerbaiyán   | 5.86    |
| 4    | Grecia       | 6.00    |
| 5    | Rusia        | 6.84    |
| 6    | Noruega      | 7.14    |
| 7    | Rumania      | 7.49    |
| 8    | Hungría      | 8.19    |
| 9    | Malta        | 10.97   |
| 10   | Italia       | 11.70   |
| 11   | Países Bajos | 11.70   |
| 12   | Islandia     | 13.05   |
| 13   | Bielorrusia  | 14.11   |
| 14   | Irlanda      | 14.62   |
| 15   | Armenia      | 15.11   |
| 16   | Alemania     | 15.81   |
| 17   | Bélgica      | 16.03   |
| 18   | Suecia       | 16.19   |
| 19   | Moldavia     | 16.57   |
| 20   | Finlandia    | 16.68   |
| 21   | Lituania     | 16.73   |
| 22   | Reino Unido  | 17.03   |
| 23   | Georgia      | 17.08   |
| 24   | Estonia      | 19.59   |
| 25   | Francia      | 21.68   |
| 26   | España       | 22.92   |

De la Gala Final destaca la posición de Suecia, nada menos que la tercera opción del jurado, fue relegada al 18º puesto para el público, terminando con el reparto de puntos en 14º posición. Por su parte, Moldavia, la quinta para el jurado, fue 19.ª en la media de la audiencia, obteniendo finalmente el 11º puesto.
También es destacable lo ocurrido con Grecia, que consiguió un sexto puesto. El país heleno fue la cuarta opción del público pero 14º para el jurado. Algo similar ocurrió con Hungría, que cerró el Top10 de la noche, dado que quedó 21º según la media del jurado y 8º de media para el televoto. Mientras tanto, Rumanía se ubicó 7º para el televoto, no convenciendo al jurado con la antepenúltima posición, quedando en la tabla final en el puesto 13.

### Retransmisión y comentaristas
| - Australia - Julia Zemiro y Sam Pang (SBS) - Albania - Andri Xhahu (TVSH, TVSH2, RTSH y RTSH HD) - Alemania - Peter Urban< - Armenia - André y Arevik Udumyan - Austria - Andi Knoll - Azerbaiyán - Konul Arifgizi - Bélgica - Maureen Louys y Jean-Louis Lahaye (TV francesa, La Une); André Vermeulen y Tom De Cock (TV holandesa, Één) - Bielorrusia - Evgeny Perlin - Bosnia y Herzegovina - Dejan Kukrić (BHRT 1 y BH Radio 1) - Bulgaria - BNT - China - CCTV - Chipre - Melina Karageorgiou - Croacia - Duško Ćurlić (HRT2, Semifinales; HRT 1, Final); Robert Urlić (HR 2) - Dinamarca - Ole Tøpholm - Eslovenia - Andrej Hofer - España - José María Íñigo - Estados Unidos - Raúl de Molina y Lili Estefan (Univision) - Estonia - Marko Reikop - Finlandia - Sanna Kojo y Jorma Hietamäki (TV finés, Yle TV2); Eva Frantz y Johan Lindroos (TV sueca, Yle Fem) - Francia - Audrey Chauveau y Bruno Berberes (Semifinales, France O); Mireille Dumas y Cyril Feraud (Final, France 3) - Georgia - Temo Kvirkvelia - Grecia - Maria Kozakou y Giorgos Kapoutzidis - Hungría - Gábor Gundel Takács - Irlanda - Marty Whelan | - Islandia - Felix Bergsson - Israel - Ron Levinthal, Kobi Oshrat y Yhaloma Bat Porat - Italia - Federica Gentile (Semifinales-Rai 5), Filippo Solibello, Marco Ardemagni y Natascha Lusenti (Final-Rai 2 y Rai HD) - Kazajistán - Norberg Makhambetov y Kaldybek Zhaysanbay (El Arna) - Kirguistán - Elmar Osmonov y Aibek Akmatov (OTRK) - Kosovo - RTK - Letonia - Valters Frīdenbergs (Semifinales) y Kārlis Būmeistars (Final) - Lituania - Darius Užkuraitis - A.R.Y Macedonia - Karolina Petkovska - Malta - Gordon Bonello y Rodney Gauci - Moldavia - Lidia Scarlat - Montenegro - Sabrija Vulić - Noruega - Olav Viksmo Slettan - Países Bajos - Jan Smit y Daniël Dekker - Portugal - Silvia Alberto (RTP1) - Reino Unido - Ana Matronic-integrante de Scissor Sisters- y Scott Mills (Semifinales) / Graham Norton (Final) - Rumania - Liana Stanciu - Rusia - Yana Churikova - San Marino - Lia Fiorio y Gigi Restivo - Serbia -Duška Vučinić y Dragoljub Ilić - Suecia - Josefine Sundström - Suiza - Sven Epiney (TV alemán, SRF); Alessandro Bertoglio (TV italiana, RSI); Jean-Marc Richard y Nicolas Tanner (TV francesa, RTS Deux) - Ucrania - Timur Myroshnychenko, Tetiana Terekhova y Olena Zelinchenko |

## Controversias

### Posibles manipulaciones de la votación
Al día siguiente de la Gran Final de Eurovision 2013 el medio de comunicación lituano 15min.lt denunció la presunta compra de votos por parte de Rusia y Azerbaiyán. Esta denuncia se basa en una grabación de vídeo en el que presuntamente jóvenes lituanos son contactados por dos sujetos de nacionalidad rusa con la finalidad de ofrecerles "trabajo"; dicha labor consistiría en votar a favor de Azerbaiyán y Rusia a través de mensajes de texto con tarjetas SIM brindadas por aquellos; cerca de 8 a 10 grupos de jóvenes contactados tendrían que estar en diferentes lugares de la ciudad para que los operadores no tuviesen sospecha de votos masivos desde un solo punto, al final recibirían 5 euros por cada mensaje enviado. Según medios de prensa locales, es por esta razón que durante los últimos años Lituania dio sus máximos puntuaciones a ambos países, los cuales cooperarían conjuntamente; asimismo, alegaron que esta operación también es utilizada en otras 15 naciones. En los últimos años también existieron alegaciones similares sobre Azerbaiyán en Chipre, Malta y Bulgaria.
Por su parte, Azerbaiyán denunció una posible violación en su votación. El embajador azerí en Rusia, Polad Bulbuloglu, declaró al medio News.Az que, según sus datos sobre el número de SMS recibidos en el país y su votación del jurado, Rusia debería haber recibido 10 puntos en lugar de los cero puntos indicados por la UER, e informó que el presidente de Azerbaiyán, Ilham Aliyev, había ordenado una investigación sobre el asunto. El Ministro de Asuntos Exteriores ruso Serguéi Lavrov reaccionó diciendo que los diez votos le habían sido "robados" a su representante y que "la acción no quedaría sin respuesta". Poco después, el presidente de Bielorrusia, Alexander Lukashenko, manifestó que el hecho que su país no haya recibido ningún punto de su vecina Rusia demuestra que los resultados han sido "falsificados".

La UER emitió un comunicado para contestar a estas alegaciones. Sobre la posible compra de votantes en Lituania, la UER respondió que investigarían el asunto, pero enfatizaron que no se ha establecido una relación entre los sujetos que aparecen en el vídeo y la delegación azerí o la televisión azerí İctimai. Además alegaron que a través de los criterios establecidos por la UER y la empresa colaboradora "Digame" auditados por PricewaterhouseCoopers, los votos enviados de forma masiva no son tomados en cuenta. En cuanto a la falta de votos otorgados a Rusia por parte de Azerbaiyán, la UER aseguró que la combinación del voto del jurado azerí y el televoto no dio como resultado que Rusia entrase en el top 10 de Azerbaiyán, y que dicho proceso fue comprobado por un notario in situ, la empresa colaboradora "Digame" y los auditores de PricewaterhouseCoopers.
Finalmente, los miembros de la UER manifestaron que harán todo lo posible para proteger al Festival de Eurovisión de intromisiones políticas, y para ello garantizarán a toda costa la independencia de los jurados nacionales y el sentido apolítico del concurso, el cual ha sido la piedra angular de su éxito duradero.
Posteriormente, a inicios de 2014 una investigación oficial promovida por el Grupo de Referencia de la UER concluyó que los intentos de fraude en la edición de 2013 existieron, pero no fructificaron por las medidas de seguridad implementadas, por lo que aquellos votos fraudulentos detectados se eliminaron; precisando que no se encontraron evidencias que apunten hacia una televisión concreta como origen de tales actividades ilícitas. Por todo ello, la UER aprobó una normativa que permite. a partir de la edición 2014, sancionar con la expulsión del evento durante un máximo de tres años consecutivos a cualquier país involucrado en dichas actividades. De igual manera la televisión nacional será responsable solidariamente con el país, esto con la finalidad de que las televisiones participantes tengan la tarea de prevenir el voto fraudulento hacia su candidatura.

### Beso lésbico finlandés
La puesta en escena de Finlandia causó controversia en algunos países socialmente más conservadores que emiten el Festival. Al final de la canción "Marry me", interpretada por Krista Siegfrids, ella se besa con una de sus coristas femeninas, algo cuestionado por medios de comunicación turcos, griegos y rusos que reaccionaron negativamente a este hecho. Esto causó que la televisora TRT de Turquía, que en un principio emitiría la Final a pesar de su retirada en esta edición, adoptara la decisión de último minuto de no trasmitirlo; posteriormente, medios de prensa informaron que la decisión adoptada por TRT estaba vinculado al beso lésbico finlandés, a pesar de que los directivos del canal alegaron que se debía a baja cifras de audiencia. Y, por otro lado, la cadena CCTV de China, censuró la escena del beso eliminando los últimos segundos de la actuación finlandesa, esto durante la retransmisión del Festival.